# Vestido de casamento

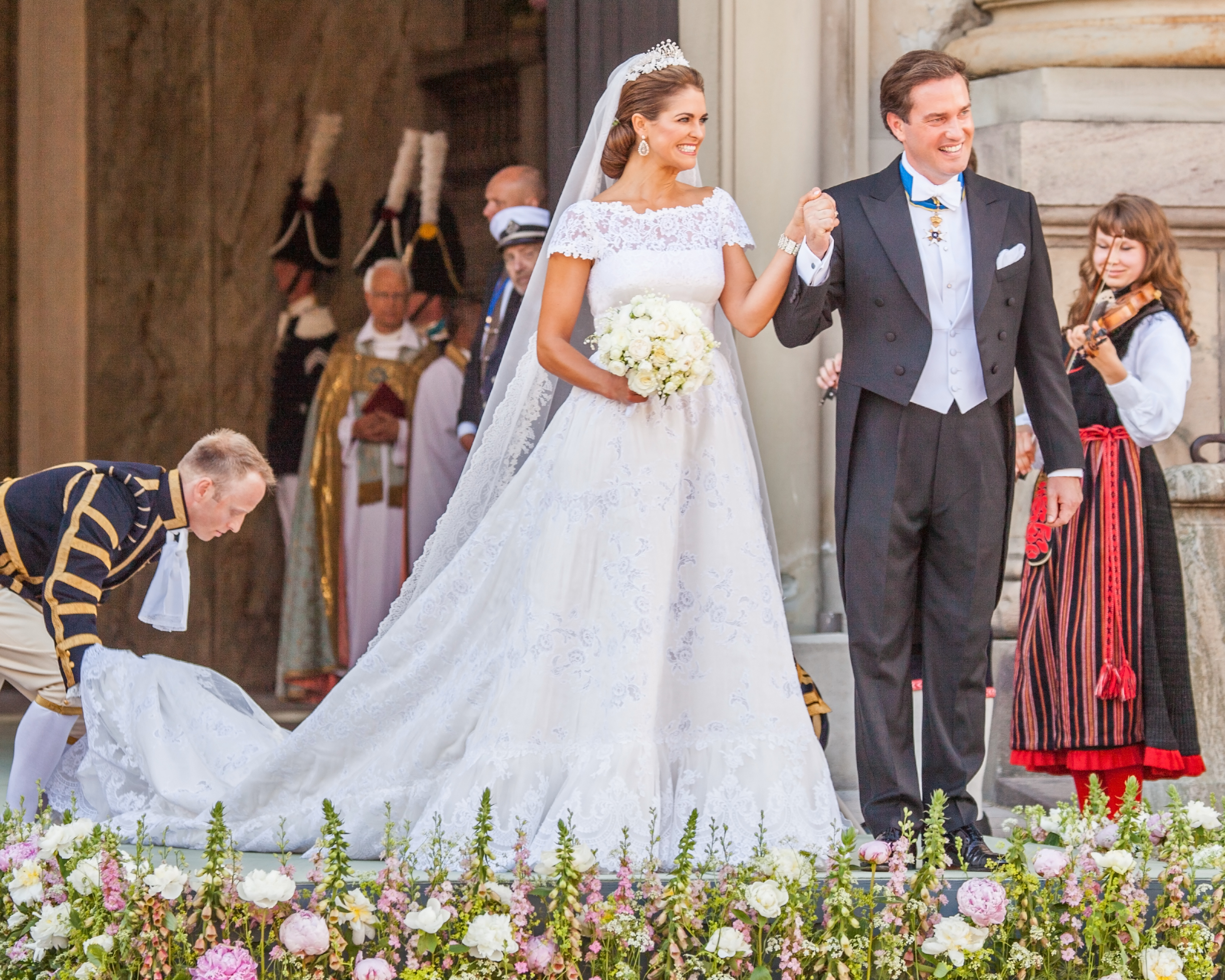
Princesa Madeleine da Suécia e Christopher O'Neill em seus trajes de casamento (2013).

O vestido de casamento ou vestido de noiva é o traje usado por uma noiva durante uma cerimônia de casamento. A cor, o estilo e a importância cerimonial do vestido podem depender da religião e da cultura dos participantes do casamento. Nas culturas ocidentais, as noivas geralmente escolhem o vestido de noiva branco, que foi popularizado pela Rainha Vitória no século XIX. Nos países do oriente é comum as noivas escolherem o vermelho para simbolizar prosperidade. 

## Cultura Ocidental
Casamentos realizados durante e imediatamente após a Idade Média eram, muitas vezes, mais do que apenas uma união entre duas pessoas. Podiam representar a união entre duas famílias, duas empresas ou mesmo dois países. Muitos casamentos eram mais uma questão de política do que amor, particularmente entre a nobreza e as classes sociais mais altas. As noivas, portanto, deveriam se vestir de uma maneira que projetasse suas famílias em uma posição favorável e adequadas ao seu status social, pois não representavam apenas elas mesmas durante a cerimônia. As noivas de famílias ricas geralmente usavam cores nobres e tecidos exclusivos. Era comum vê-las usando cores ousadas, camadas de peles animais, veludo e seda. Eram noivas vestidas no auge da moda de suas épocas, com os materiais mais ricos que o dinheiro de suas famílias poderiam comprar. As noivas mais pobres usavam seu melhor vestido de igreja no dia do casamento. A quantidade e o preço do material que um vestido de noiva continha eram um reflexo da posição social da noiva e indicavam a extensão da riqueza da família para os convidados do casamento.

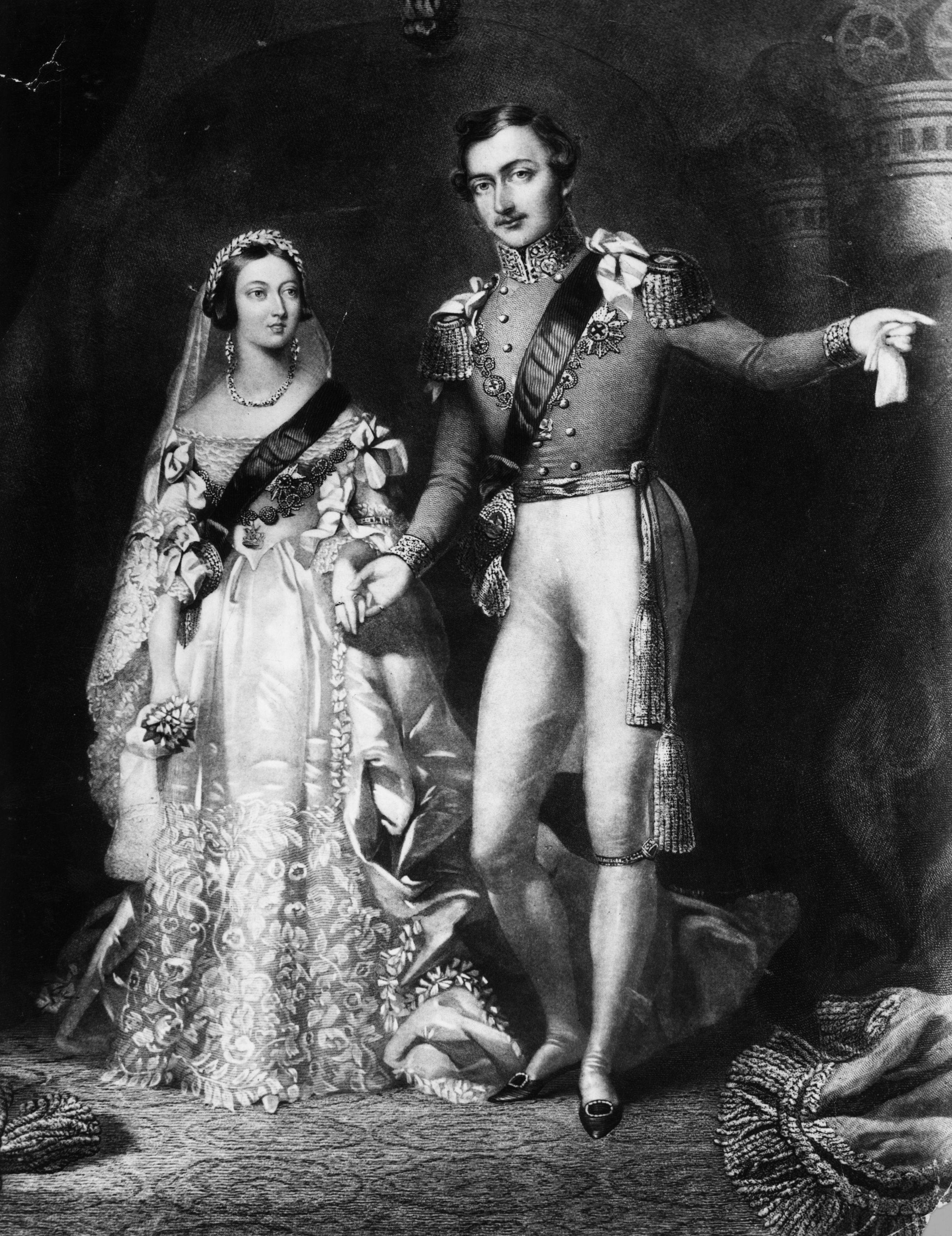
Casamento da Rainha Vitória e Príncipe Albert.

A primeira ocorrência documentada de uma princesa que usou um vestido de casamento branco para uma cerimônia de casamento real é a de Philippa da Inglaterra, que usou uma túnica com uma capa de seda branca, cercada com pele de esquilo cinza e arminho em 1406. Maria da Escócia vestiu um vestido de noiva branco em 1559, quando se casou com o seu primeiro marido, Francis Dauphin da França, porque era a sua cor favorita, embora o branco fosse a cor do luto para as rainhas francesas. 
No entanto, esta não era uma tendência generalizada: antes da Era vitoriana, uma noiva se casava usando qualquer cor, sendo o preto especialmente popular na Escandinávia. 
O branco tornou-se uma opção popular em 1840, após o casamento da Rainha Vitória com o Príncipe Albert, quando Vitória usou um vestido branco ornado com renda Honiton. As ilustrações do casamento foram amplamente publicadas e muitas noivas optaram pelo branco de acordo com a escolha da rainha. 

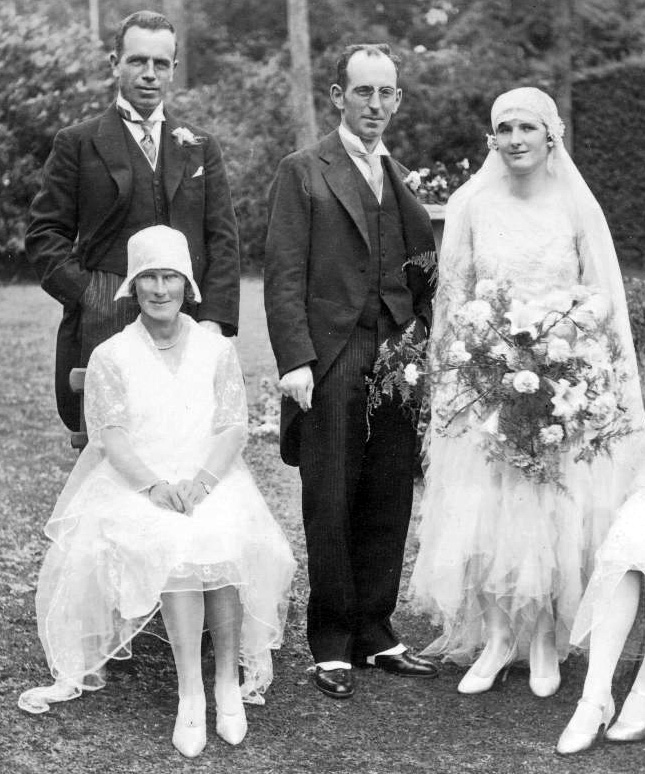
Típico vestido de noiva na década de 20.

Mesmo depois disso, por um período, os vestidos de casamento eram adaptados aos estilos da época. No início dos anos 1900, as roupas incluíam muitos acabamentos, como rendas ou pregas. Isso também foi adotado em vestidos de casamento, onde as pregas e rendas eram comuns. Por exemplo, na década de 1920, eles eram tipicamente curtos na frente com uma cauda mais longa nas costas e eram usados junto com véus de casamento estilo cloche . Esta tendência de seguir as modas da época continuou até o final da década de 1960, quando tornou-se popular o desenho de saias longas e bufantes, inspirados, novamente, na era vitoriana.
Mais tarde, muitas pessoas passaram a atribuir a cor branca ao simbolismo da virgindade, embora essa não fosse a intenção original: era a cor azul que estava ligada à pureza, piedade, fidelidade e à Virgem Maria. 
Hoje, os vestidos de casamento ocidentais são geralmente brancos, embora o "casamento branco" inclua tons como off-white, nude, marfim, champagne e dusty rose.

### Vestidos contemporâneos da Cultura Ocidental
Por vestidos de casamento contemporâneos da cultura ocidental, entende-se os modelos que seguem as tendências populares de moda nupcial no ocidente a partir do ano 2000. Os vestidos são geralmente brancos – podendo variar em colorações sutis como off-white, nude, marfim, champagne e dusty rose – e seguem um padrão para silhuetas, decotes e comprimentos populares. A moda nupcial moderna também é caracterizada por estilos específicos de arranjos para a cabeça, lingerie, véus e sapatos. 

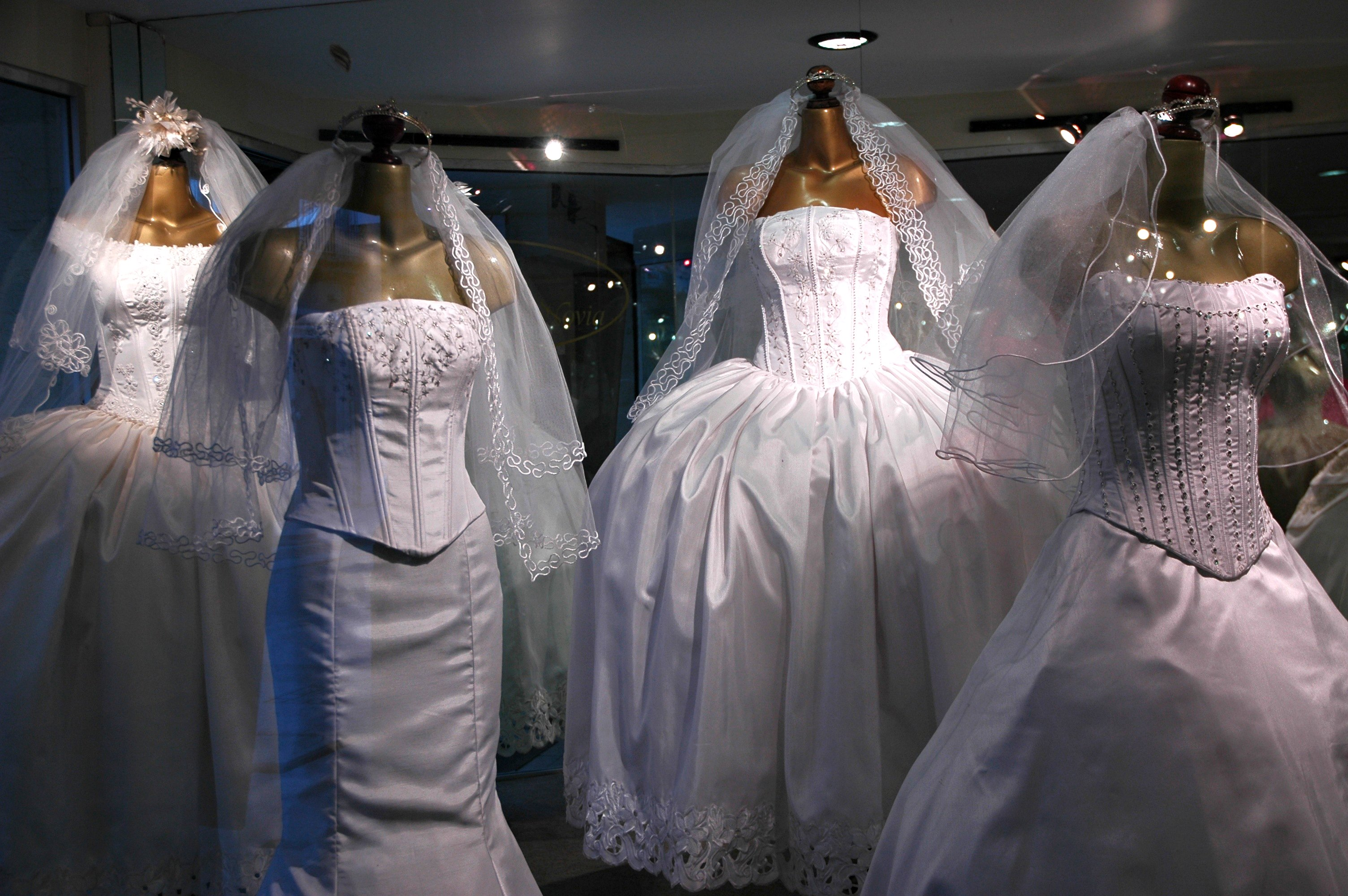
Modelos de vestidos de casamento populares na cultura ocidental contemporânea.

Cerca de 75 por cento dos vestidos de casamento no mercado são vestidos sem alças (modelo conhecido no Brasil pelo nome Tomara que Caia) ou sem mangas, em parte porque esses vestidos exigem menos habilidade dos designers e são mais fáceis de ajustar para caber corretamente em diferentes silhuetas.  O vestido de casamento com mangas, bem como vestidos de casamento com alças, tornaram-se mais populares nos últimos anos.  Muitos vestidos cerimoniais ocidentais são derivados de trajes rituais cristãos. Portanto, era necessário reduzir a exposição da pele. Em resposta a essa tendência, vestidos sem mangas ou sem alças costumam usar luvas brancas longas.

#### Modelos
Alguns dos modelos contemporâneos mais populares incluem: evasê, fluido, princesa, merengue, sereia, trompete, império e curto. 

##### Evasê
Um modelo de vestido ou saia que é mais estreito na parte superior, e se alarga gradualmente em direção à barra, assim como a letra A. Se adapta bem à maioria dos tipos de silhuetas. Bom para disfarçar quadris largos. 

##### Corte Reto
Seguindo a modelagem dos clássicos “tubinhos”, é um tipo de vestido projetado para se ajustar bem ao corpo dando ênfase, principalmente, à cintura. Geralmente é feito de um material muito leve e fino, como algodão ou seda e seus derivados. Ao contrário do vestido de cocktail mais curto, o vestido de noiva de corte reto costuma ser longo.

##### Princesa

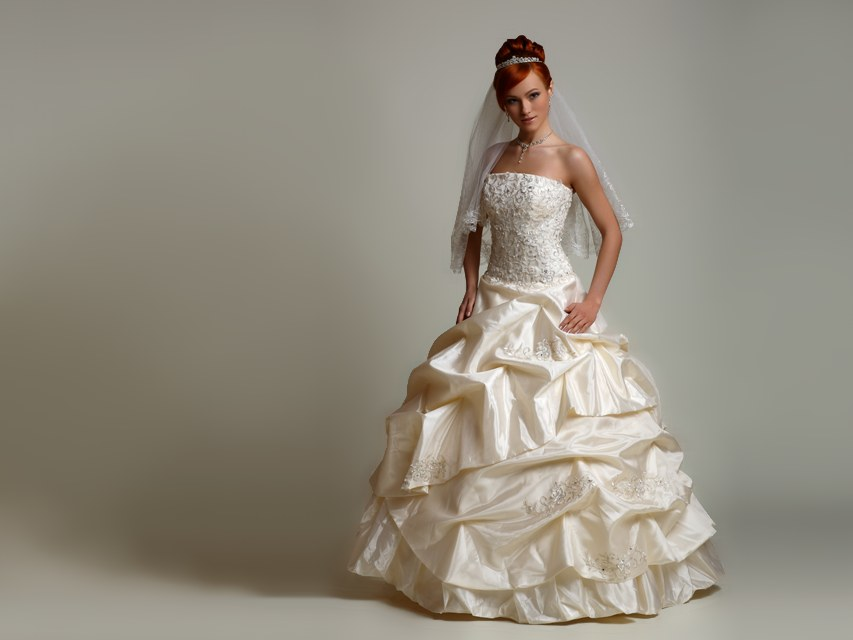
Vestido de noiva estilo merengue.

Este modelo é identificado pelo seu corpete liso – ou com adornos delicados – e ajustado ao corpo. Sua saia se abre na altura da cintura ou dos quadris com  pendendo do corpete em linhas ininterruptas (sem cortes). Modelagens com a saia farta saindo logo abaixo do busto, ligeiramente marcado por uma faixa, cinto ou detalhe,  também se caracterizam como uma ótima opção de modelagem para o estilo princesa, favorecendo o alongamento da silhueta e disfarçando os quadris largos.

##### Merengue
Pode ser confundido com um modelo princesa, mas o que diferencia este vestido é sua saia mais volumosa, armada por pregas ou camadas de tule por baixo ou por cima da saia que começa na cintura e termina em um cumprimento formal. Feito com corpete rígido e cintura marcada, algumas vezes também apresenta cauda em tamanhos variados.

##### Sereia
O vestido sereia é ajustado às curvas do corpo desde a altura dos ombros até abaixo dos joelhos, a partir daí, a saia se esparrama. 

##### Trompete
Parecido com o vestido sereia, mas a saia começa a se afastar do corpo na altura dos quadris. 

##### Império
Um tipo de vestido que alonga e afina a silhueta, disfarçando o quadril mais largo, ou parte superior de um conjunto onde a linha da cintura é mais elevada, às vezes tão alta quanto a base da linha do busto. 

##### Curto
Com seus barrados acima do joelho, suas saias, normalmente, são armadas por anáguas de tule (ou filó) de algodão ou sintético formando uma tenda.

## Cultura Oriental

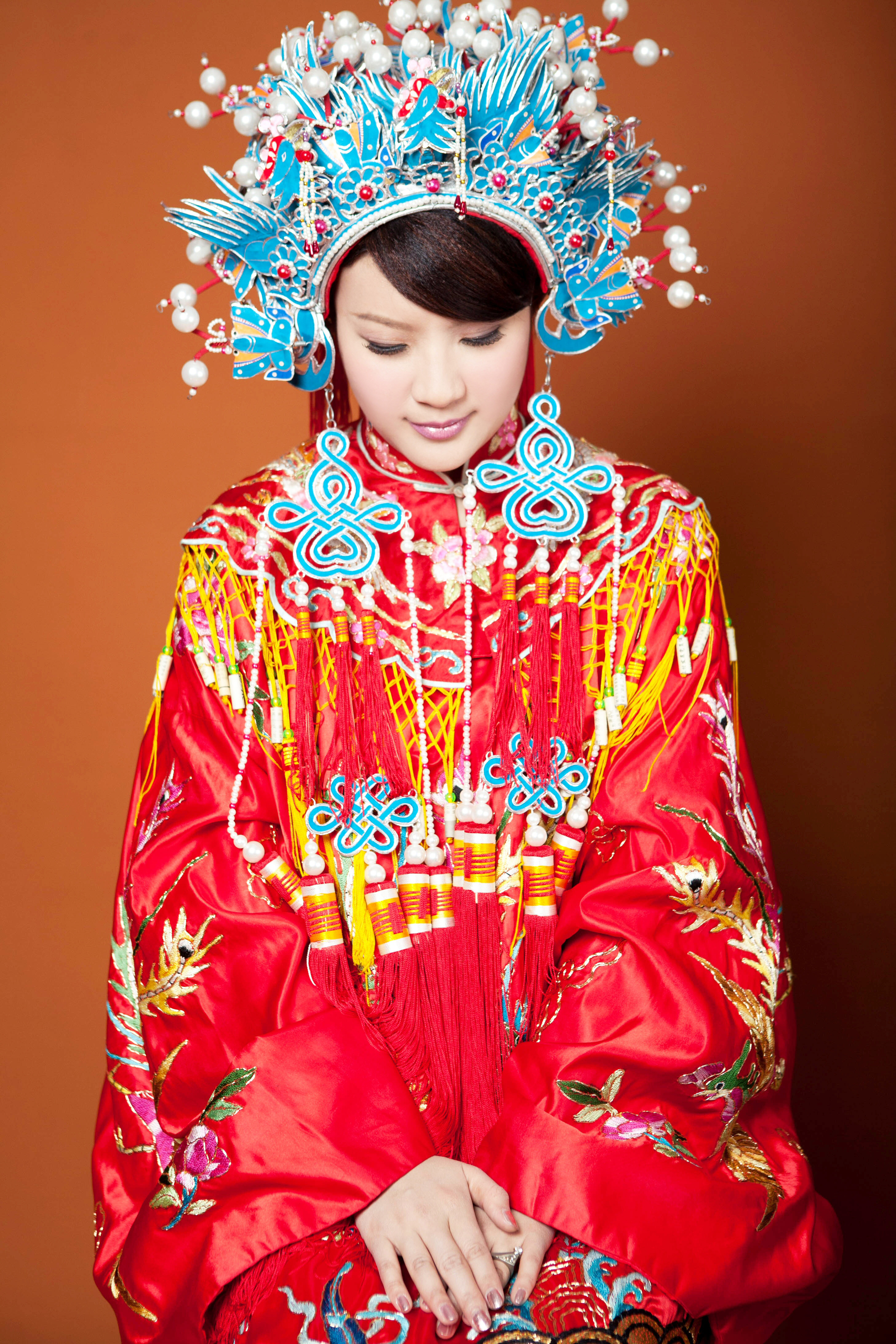
Vestido de casamento tradicional chinês também utilizado em Taiwan.

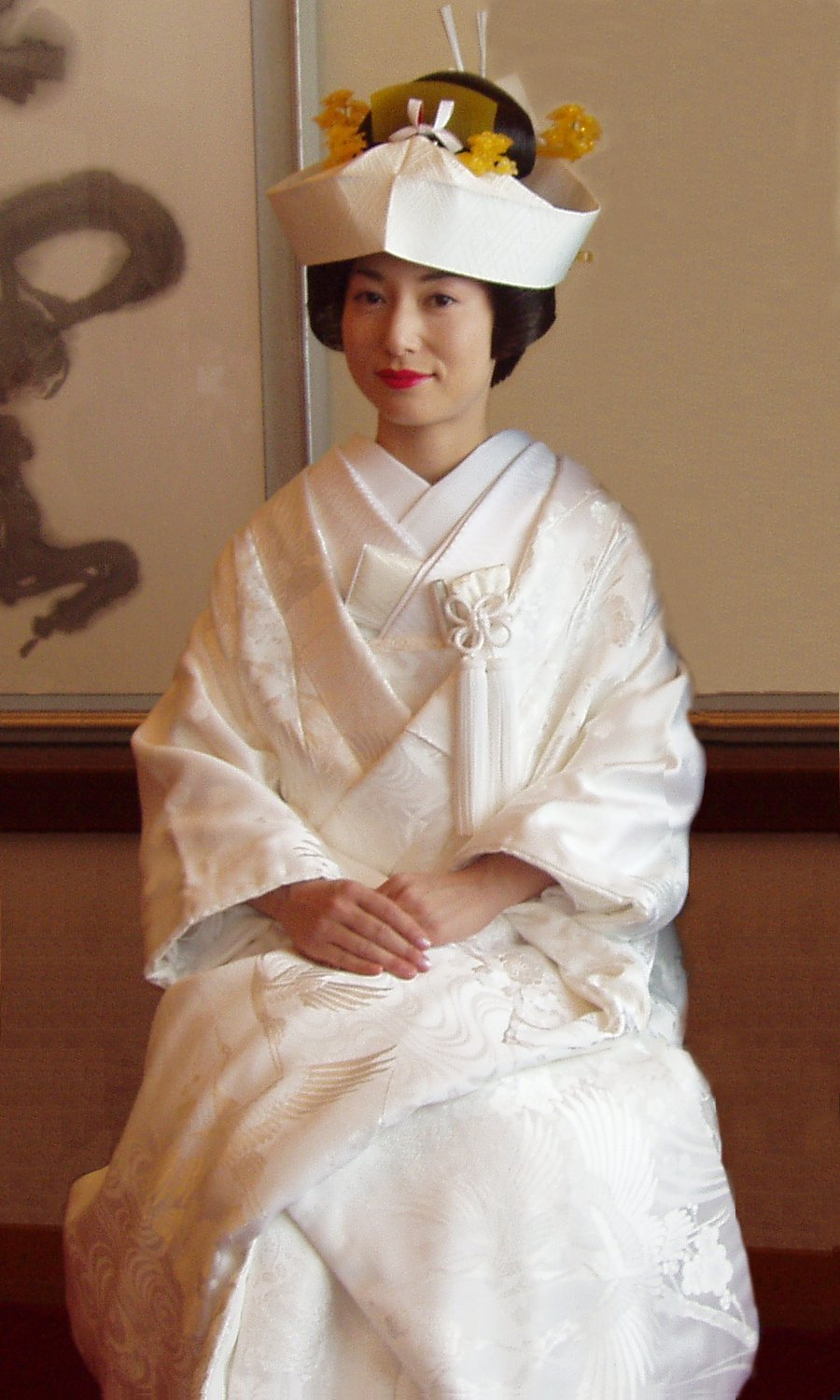
Vestido formal ainda usado em casamentos no japão.

Muitos vestidos de noiva na China, na Índia (sári de casamento), no Paquistão (shalwar qameez ou lehngas) e no Vietnã (na forma tradicional do Áo dài) são vermelhos, a cor tradicional da boa sorte e prosperidade. Hoje em dia, muitas mulheres escolhem outras cores além do vermelho. Nos casamentos chineses modernos da China Continental, a noiva pode optar por vestidos ocidentais de qualquer cor e, mais tarde, usar um traje tradicional para a cerimônia oficial do chá. Em casamentos modernos taiwaneses, a noiva geralmente escolhe vermelho (seguindo a tradição chinesa) ou seda branca (pendendo para a cutura ocidental) para o material do vestido de casamento, mas a maioria usará a roupa tradicional vermelha para seus banquetes de casamento formais. Tradicionalmente, o pai da noiva é responsável por oferecer o banquete de casamento para a família da noiva e o álcool consumido durante ambos os banquetes (confusamente, a bebida consumida nos banquetes de casamento leva o mesmo nome que o banquete em si: "xi-jiu"). Enquanto o casamento em geral é muitas vezes baseado nas escolhas do casal, os banquetes de casamento são um gesto simbólico de "agradecimento" e apreciação àqueles que criaram a noiva e o noivo (como avós e tios) e àqueles que continuarão a estar lá para ajudar os noivos no futuro. Assim, por respeito aos anciãos, os banquetes de casamento geralmente são feitos formalmente e tradicionalmente. Os sáris de casamento vermelhos são a escolha de vestuário tradicional para noivas na cultura indiana. O sári é, tradicionalmente, confeccionado em tecidos de seda. Ao longo do tempo, opções de cores e tecidos se ampliaram. Hoje são usados tecidos como crepe, georgette, charmeuse e cetim, e as cores foram expandidas para incluir ouro, rosa, laranja, marrom e amarelo. As noivas indianas nos países ocidentais costumam usar o sari na cerimônia de casamento e trajes indianos tradicionais durante a recepção (lehnga, choli, etc.). Um casamento japonês geralmente envolve um quimono tradicional em branco puro para a cerimônia formal, simbolizando pureza e virgindade. A noiva pode se trocar e usar um quimono vermelho nos eventos após a cerimônia para atrair boa sorte. As javanesas da Indonésia usam um kebaya, um tipo tradicional de blusa, juntamente com o batik. Nas Filipinas, as variações do baro't saya, adaptadas à tradição do “casamento branco”, são consideradas roupas de casamento para mulheres, juntamente com o tagalog barong para homens. Várias tribos e filipinos muçulmanos utilizam outras formas de vestimenta tradicional durante suas respectivas cerimônias.

## Cultura dos nativos americanos

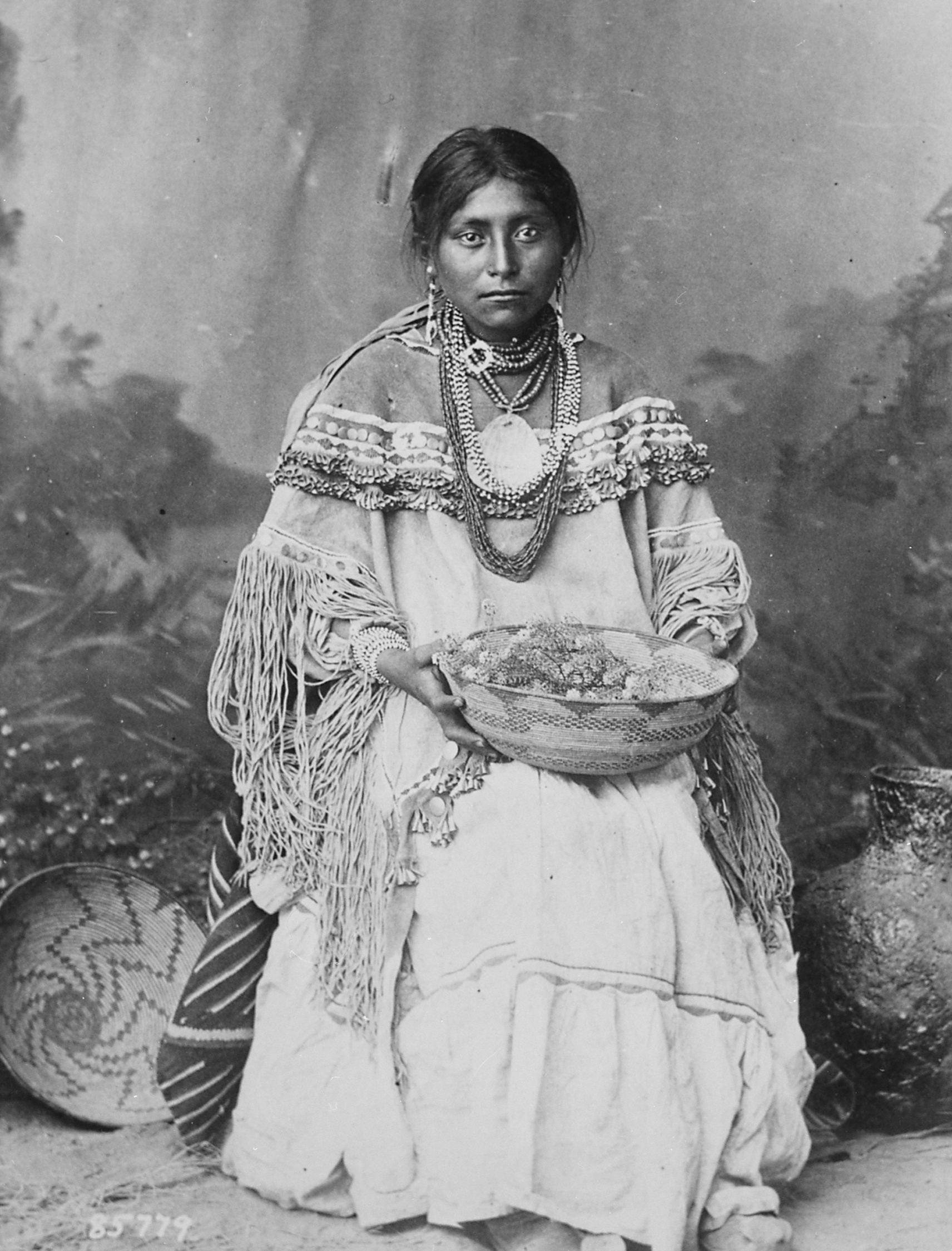
Noiva apache.

Os povos indígenas da América do Norte têm diferentes tradições relacionadas aos casamentos e suas vestimentas. As roupas da cerimônia de uma noiva Hopi eram, tradicionalmente, tecidas pelo noivo e qualquer homem na aldeia que quisesse participar de sua confecção. A vestimenta consistia em um grande cinto, duas vestes de casamento totalmente brancas (uma túnica de casamento branca com listras vermelhas na parte superior e inferior e calças) e mocassins de couro branco, além de uma corda para amarrar o cabelo e uma esteira de junco para envolver a roupa . Este traje também servia de mortalha, uma vez que estas roupas seriam necessárias para a viagem pelo submundo.
Uma noiva Pueblo usava um vestido longo de algodão amarrado acima do ombro direito, preso com um cinto ao redor da cintura.
Nas tradições dos Delaware, uma noiva usava uma saia de pele de veado na altura do joelho e uma faixa de trama de miçangas amarrada na testa. Exceto por colares de conchas ou finas contas, o corpo estava nu da cintura para cima. Em um casamento de inverno, ela usava calças de veado e mocassins com um manto de penas de peru. Seu rosto era pintado com argila branca, vermelha e amarela.
Nas tribos do norte da Califórnia (que incluem as Klamath, Modoc e Yurok) se usava um vestido de noiva tradicional tecido em cores simbólicas: branco para o leste, azul para o sul, amarelo (laranja) para o oeste; e preto para o norte. As joias de turquesa e prata eram usadas tanto pela noiva como pelo noivo, além de um cinto de conchos de prata. A joia era considerada um escudo contra males, incluindo fome, pobreza e má sorte.

## Cultura dos povos indígenas brasileiros
Antes da colonização do Brasil, os nativos brasileiros andavam nus, utilizando trajes e adornos geralmente em ritos e comemorações. A partir do contato com os europeus, os povos indígenas passaram a adotar a vestimenta de seus colonizadores, obtendo peças de roupas e tecidos (em muitas casos, as missionárias ensinavam as escravas a cozer para os outros membros da tribo) por intermédio de troca de artesanato ou auxílio do governo. 
Atualmente, algumas tribos se mantêm fiéis às tradições e, mesmo que seus membros usem roupas diariamente, durante suas cerimônias eles ficam nus, vestindo apenas adornos e exibindo pinturas corporais – que são o ponto central dos rituais. 
As noivas ianomâmis (ou yanomamis) são pintadas de vermelho da cabeça aos pés e usam uma tanga curta de franjas. Com os seios à mostra, uma grande tira de fibra vegetal é cruzada em seu peito. A noiva usa largos braceletes de miçangas e enfia pauzinhos nos lábios bochechas e septo nasal.  As noivas tapuias do Rio Grande do Norte, perfuram as bochechas e, pelos orifícios, transpassam pequenas fitas brancas. Após a cerimônia, um ruidoso ritual anuncia a consumação do casamento, onde a noiva se apresenta pintada de cores variadas, trazendo chocalhos e adornada com tantas penas que poderia ser confundida com um grande pássaro. 
Nas tribos pataxós, as noivas usam um saiote de franjas de fibras vegetais e bustiê adornado com contas coloridas, colares de sementes, brincos de penas, e cocar alto de penas. Os cocares equivalem às alianças de casamento, pois são trocados com o noivo durante a cerimônia. Na pele, a tradicional pintura de urucum (vermelha) e jenipapo (preta).   As caiapós usam tangas enfeitadas e longos colares de miçangas cruzados sobre o peito nu. Além disso, se cobrem com pinturas corporais e adornos feitos de trama de miçangas e penas. 
É possível encontrar, no entanto, tribos onde as roupas foram incorporadas às solenidades, como no caso dos xavantes, onde a noiva usa uma bermuda industrializada vermelha e, de peito nu, é tingida de urucum por sua mãe, irmãs, tias e primas. Ela também usa um colar de dentes de capivara que será, posteriormente, trocado por um presente.  Com as moças das tribos bororo acontece algo parecido: Um saiote de penas coloridas é vestido por cima de um short industrializado e para cobrir os seios, usam sutiã esportivo. Antes do casamento, a mãe do noivo as enfeita com pinturas corporais e faciais coloridas e adornos – feitos principalmente com penas e plumas – que remetam ao seu novo clã. 

## O véu
(trecho extraído do artigo "Véu")
"Véus também são parte integrante do vestuário das noivas em grande parte das culturas ocidentais. Véus compridos, cobrindo o cabelo e a face, substituíram o uso do cabelo longo e solto como símbolo da virgindade da noiva e a resguarda ao noivo, bem como é enfeito e uso estético a uma virgem de aparência simples ou semelhante outra mulher. O véu que cobria a face era normalmente removido ao apresentar a noiva ao noivo, ato que nos casamentos modernos é ignorado. Na tradição judaica a noiva era desvelada apenas antes da consumação do casamento.
Não é claro que o uso do véu no casamento seja um uso não-religioso, uma vez que na tradição ocidental casamentos quase sempre acontecem em situações religiosas. Entretanto, o uso do véu no casamento predata a associação da cerimônia do casamento com a religião cristã. Noivas romanas usavam véus coloridos para espantar maus espíritos e posteriormente esse véu foi adotado nas cerimônias cristãs. O véu, uma vez tornado símbolo de virgindade, passou a ser adotado também por mulheres cristãs que consagravam sua virgindade a Cristo."

### Modelos modernos de véu de noiva
- Véu catedral: véu formal, medindo 12 centímetros a mais do comprimento da cauda do vestido.
- Véu ponta do dedo: o comprimento vai até a ponta do dedo da noiva.
- Véu cotovelo: o comprimento vai até o cotovelo da noiva.
- Véu ombro: véu curto tem seu comprimento até os ombros.[26]

## Galeria

### Vestidos de Casamento Europeus Históricos

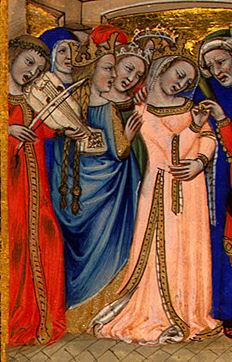
Detalhe de "O Casamento" de Niccolò da Bologna, por volta de 1350.
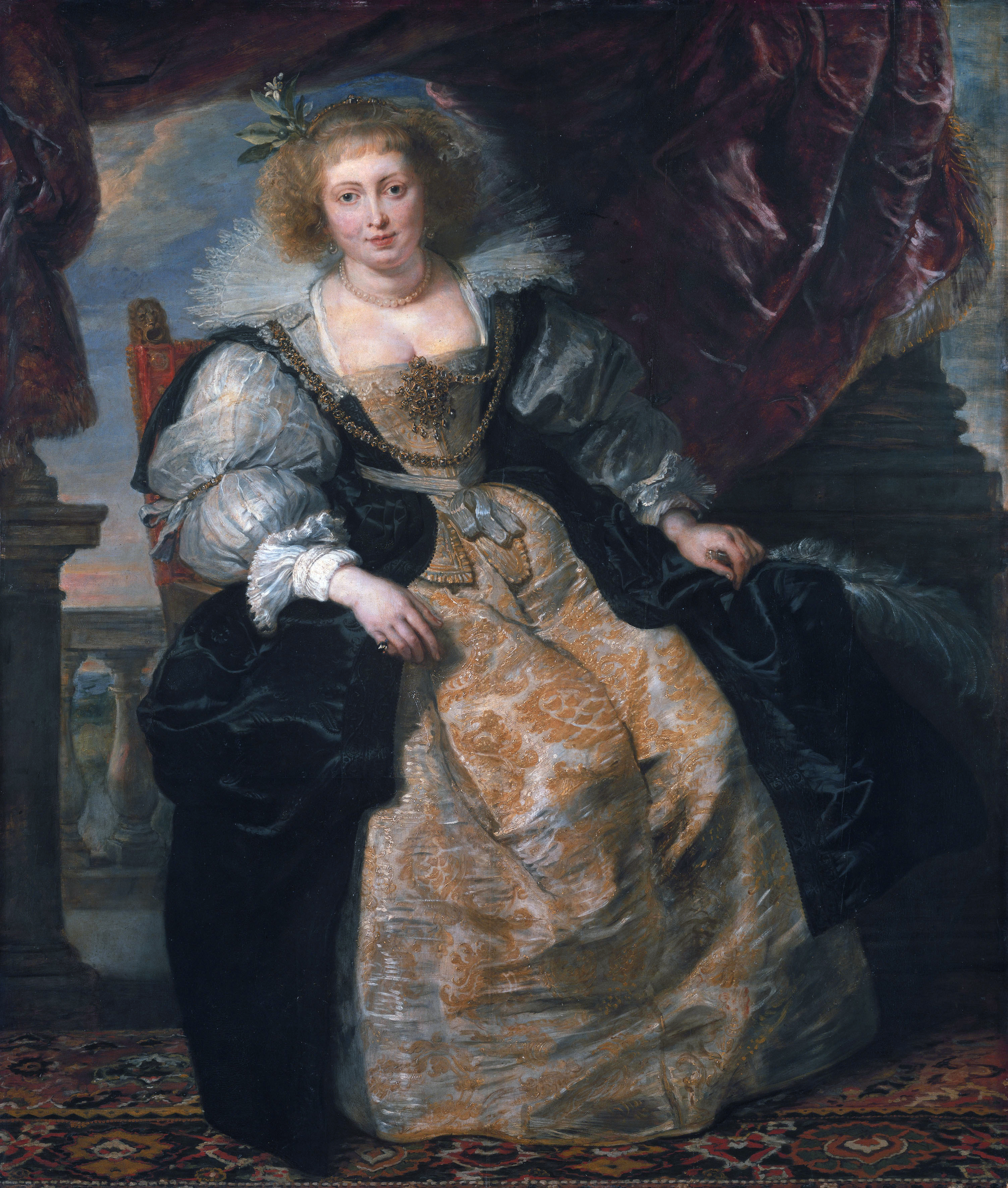
Helena Fourment, segunda esposa de Peter Paul Rubens, retratada por Rubens em seu vestido de casamento, 1630.
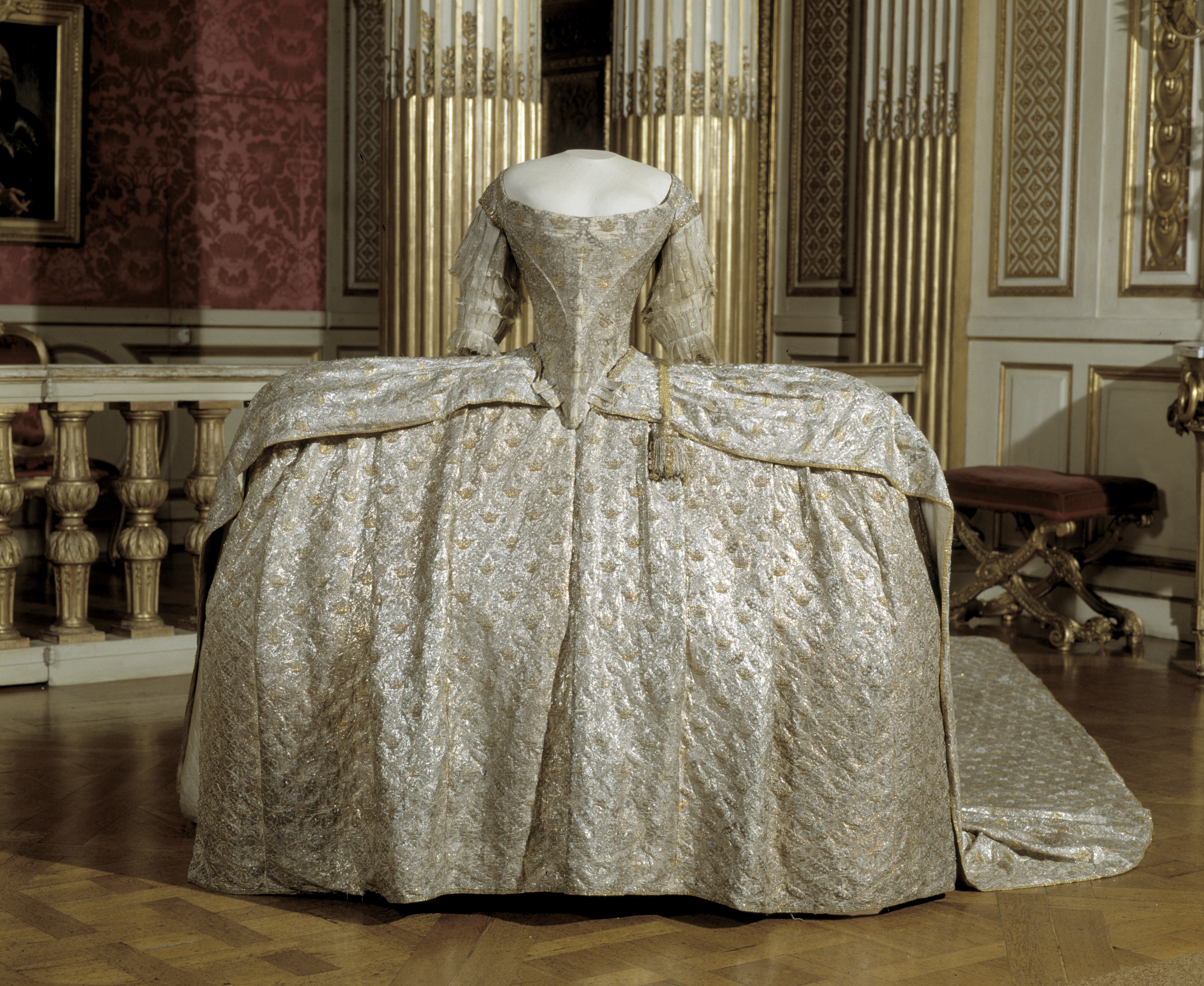
Vestido de casamento de Sofia Madalena da Dinamarca, 1766. "The Royal Armoury", Suécia.
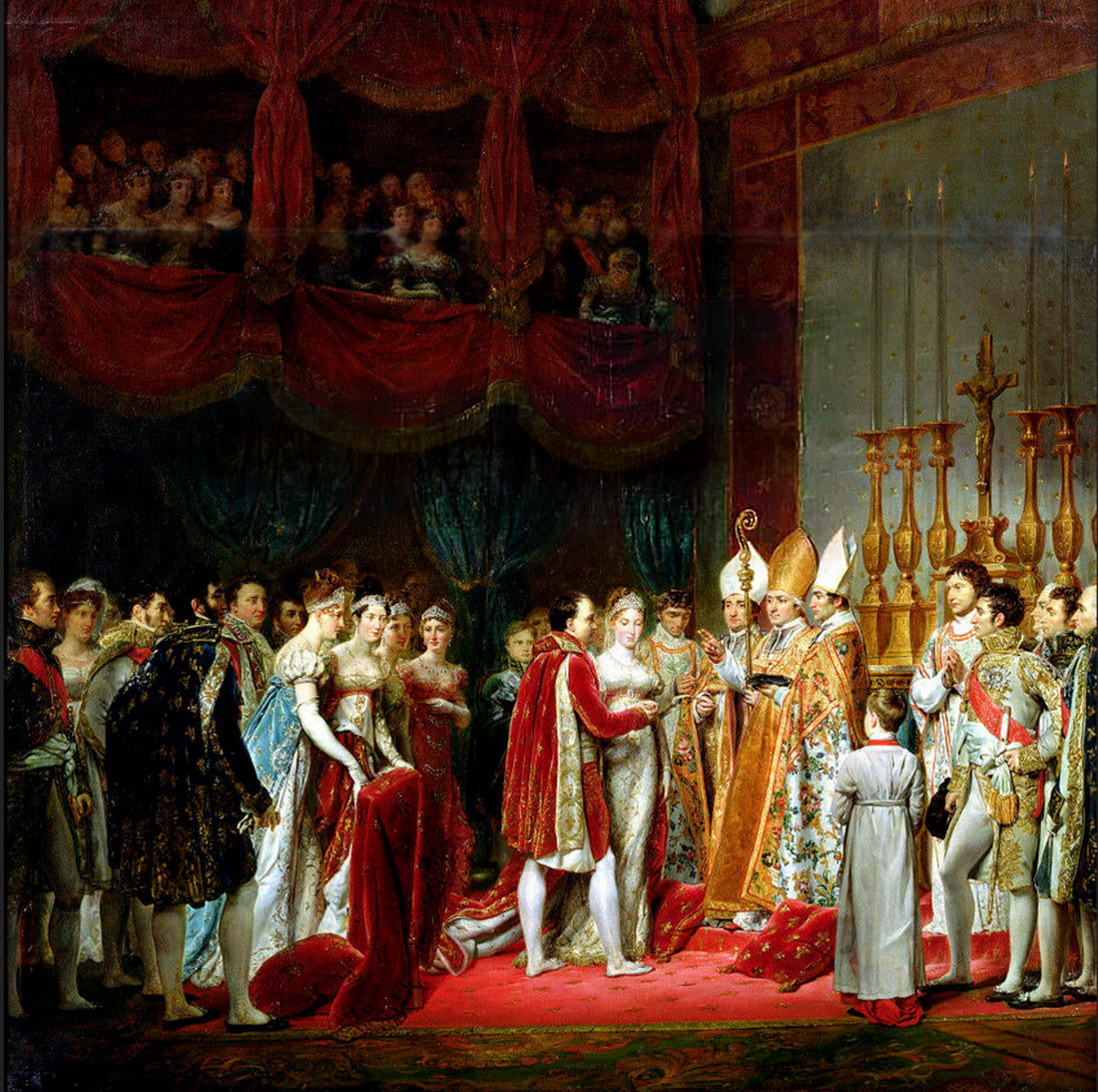
Casamento de Napoleão Bonaparte e Maria Luísa da Áustria. França, 1810.
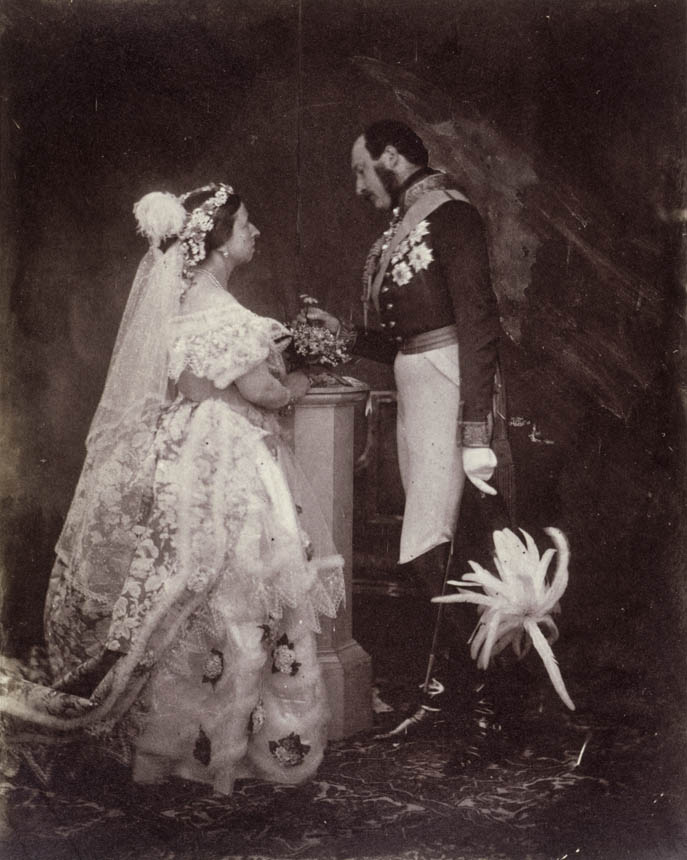
Vestido usado pela Rainha Vitória para sessão de fotos posterior à data de seu casamento com Príncipe Albert, em 1854.

### Vestidos Contemporâneos do Ocidente

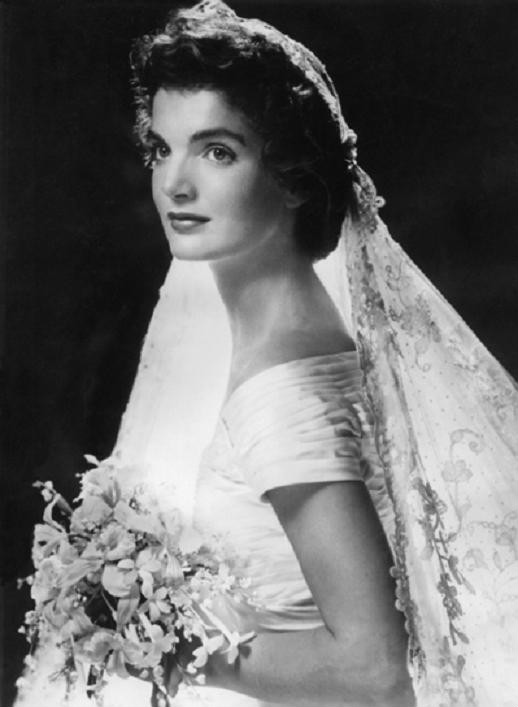
Jacqueline Kennedy Onassis (1953).
Grace Kelly (1956).
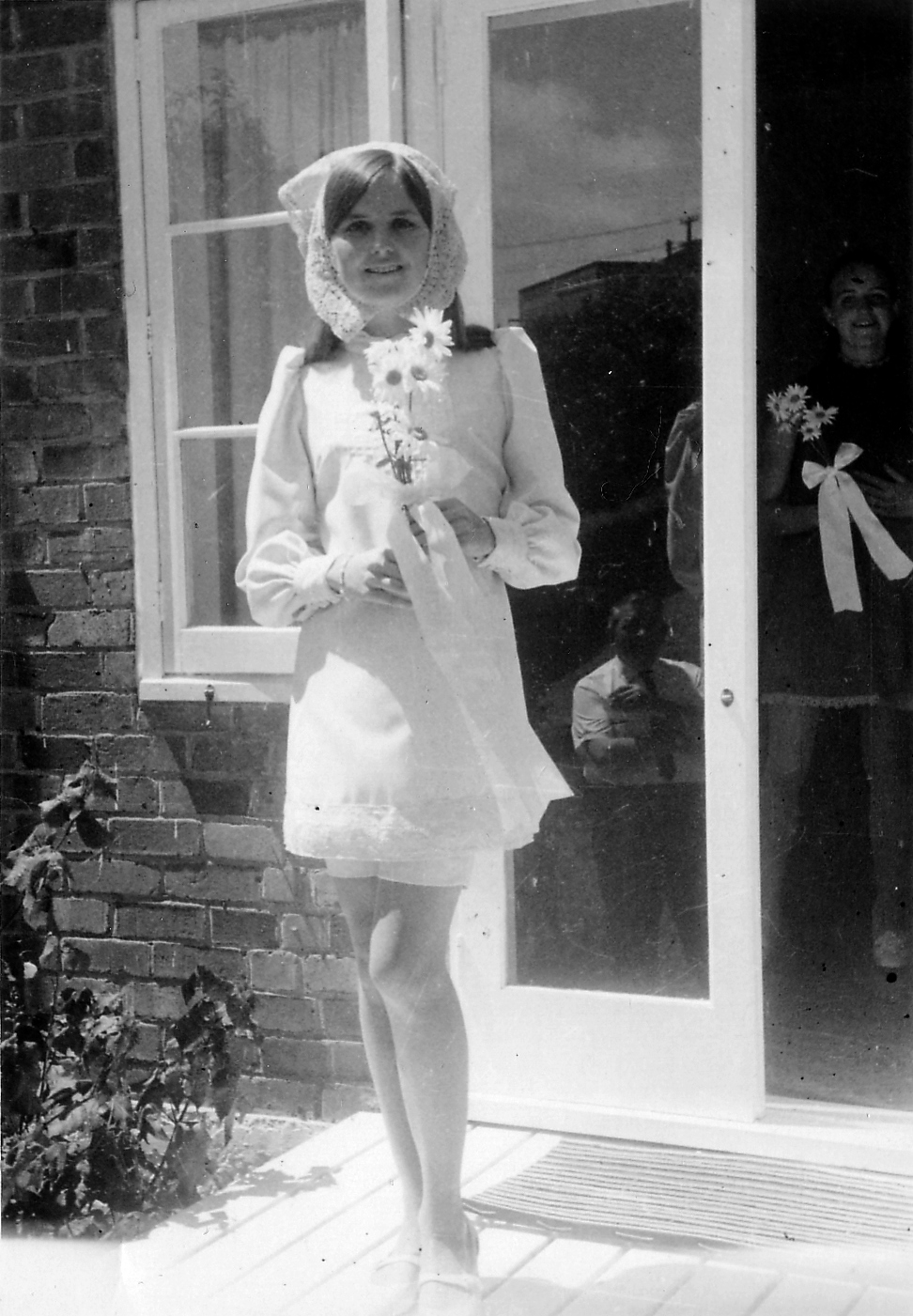
Noiva em 1968, com um vestido que refletia a moda da época.
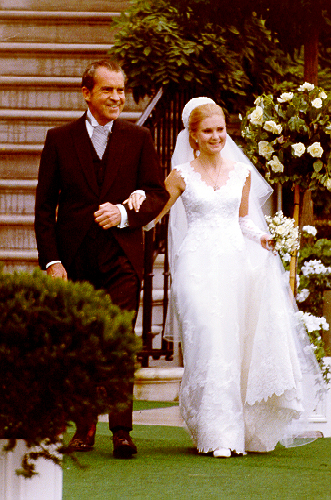
Patricia Nixon Cox com seu pai, Richard Nixon (1971).
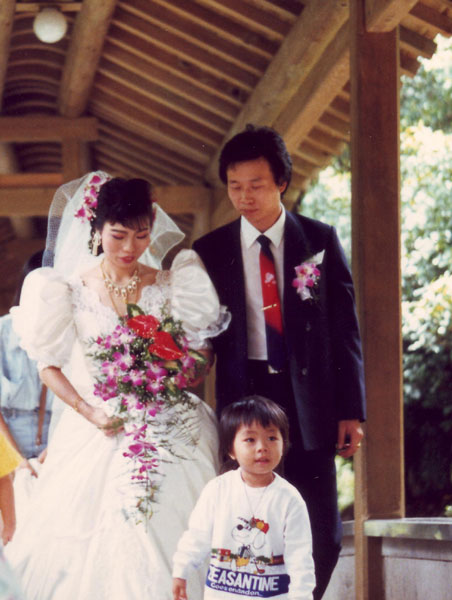
Casal taiwanês vestido ao estilo ocidental para book de noivos em um parque (1989).
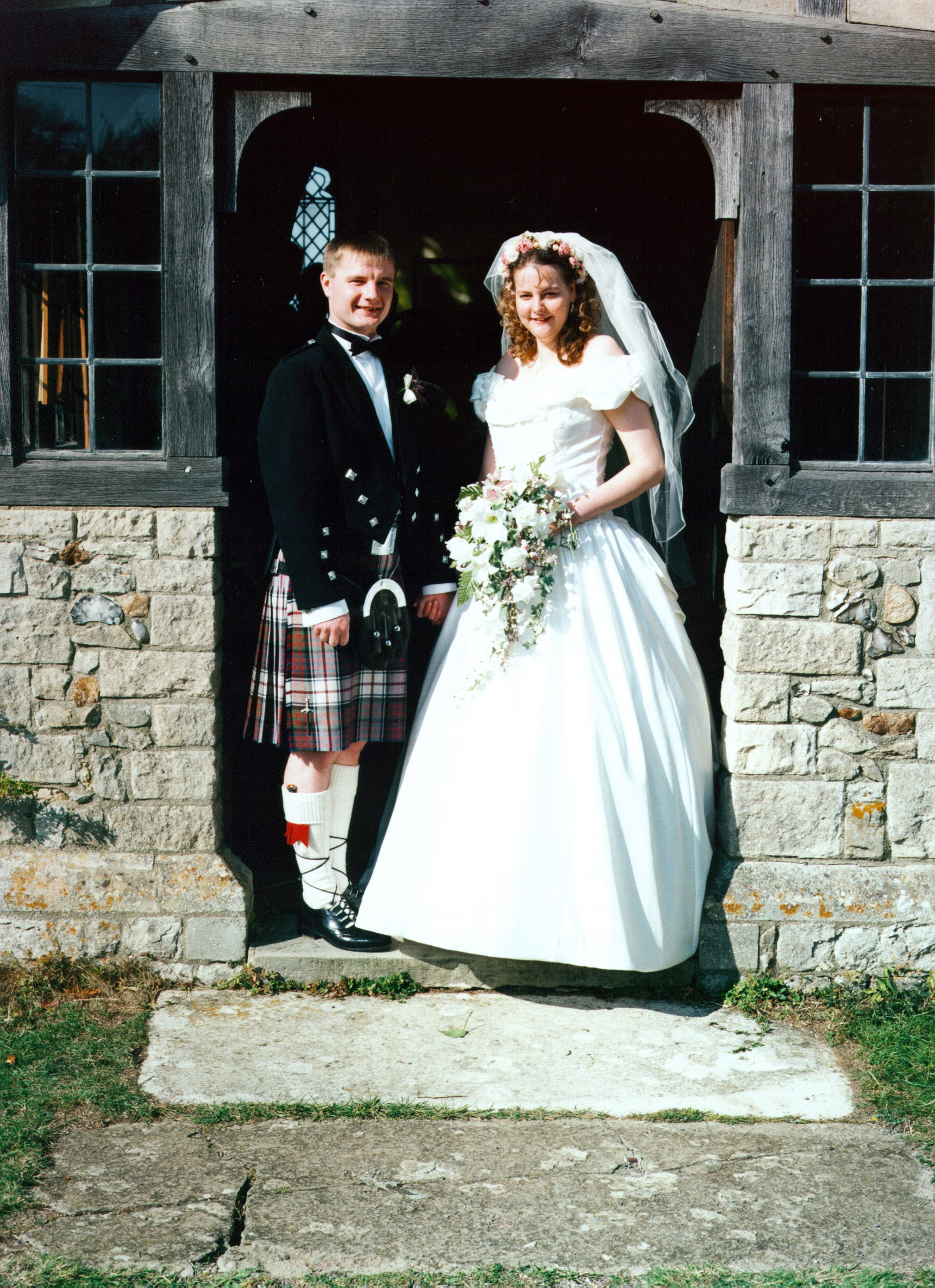
Noiva americana e seu noivo escocês usando um kilt, (1996).
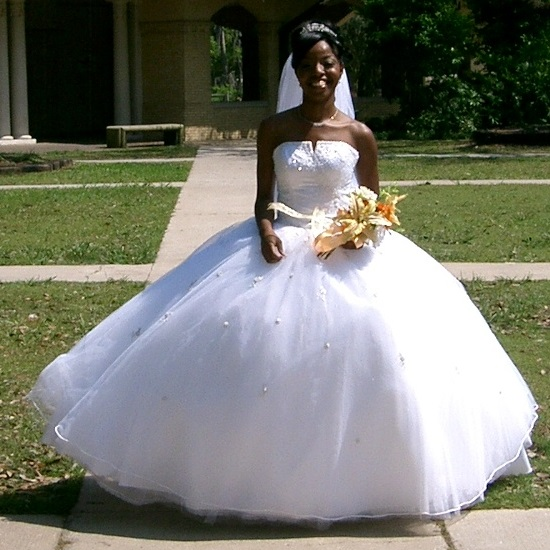
Noiva de New Orleans usando um vestido sem alça e sem mangas (2006).
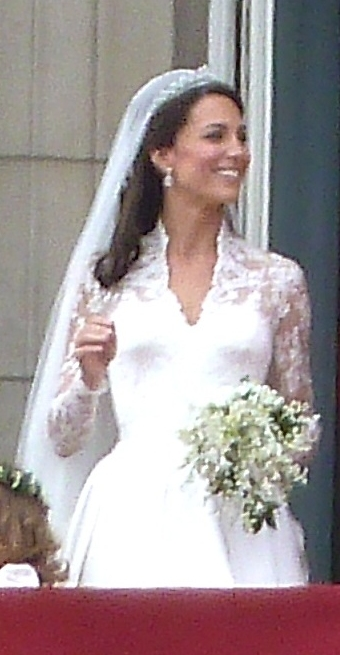
Kate Middleton (2011).

### Vestidos de Casamento de Diferentes Partes do Mundo

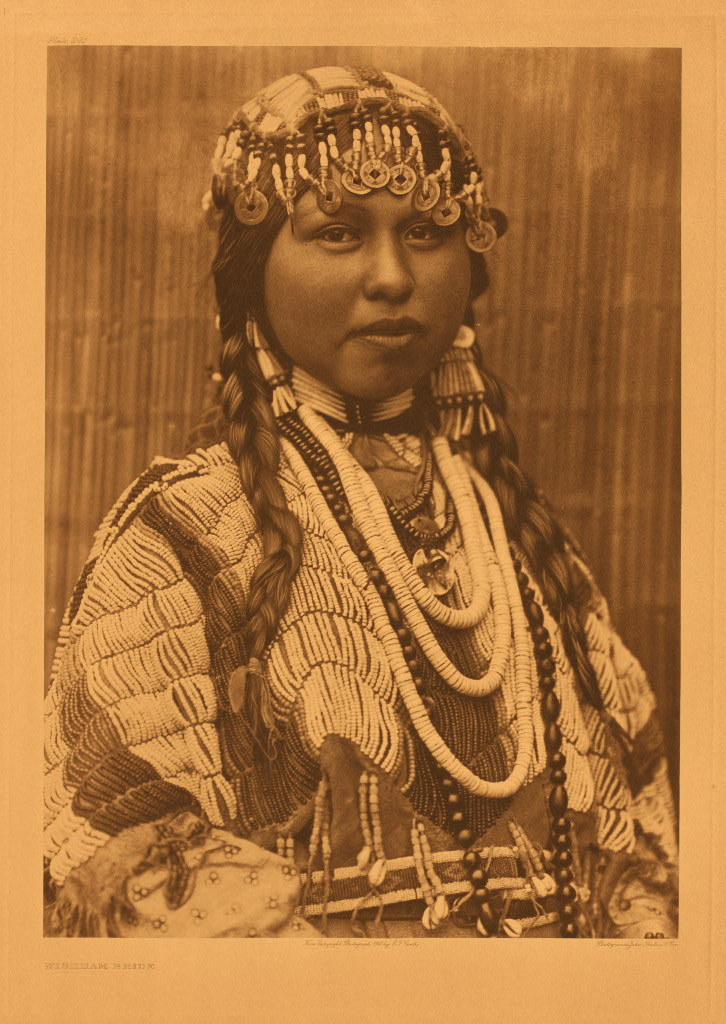
Noiva "wishram" (nativa norteamericana), por volta de 1911.
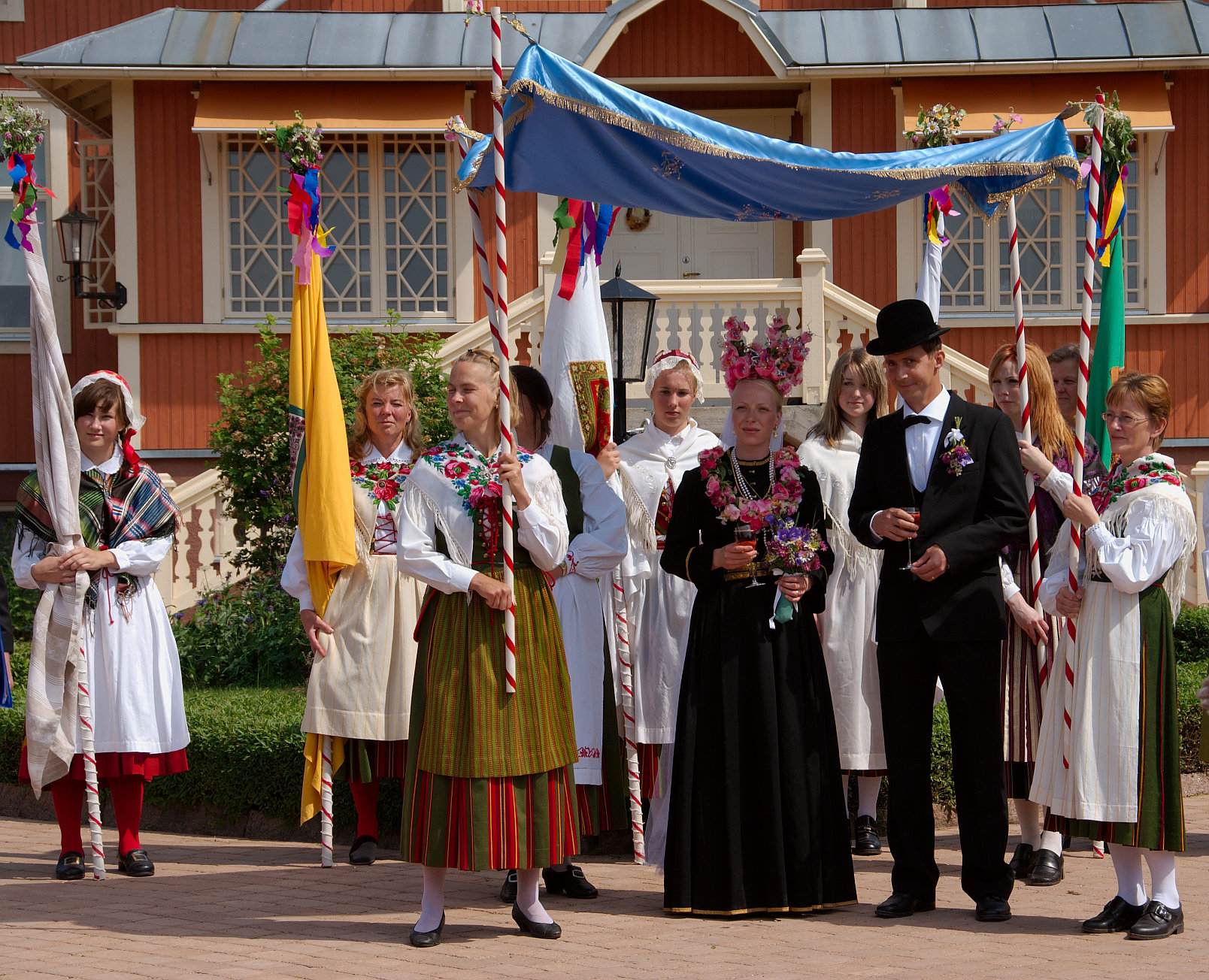
Tradicional vestido de casamento rural finlandês em Jomala.
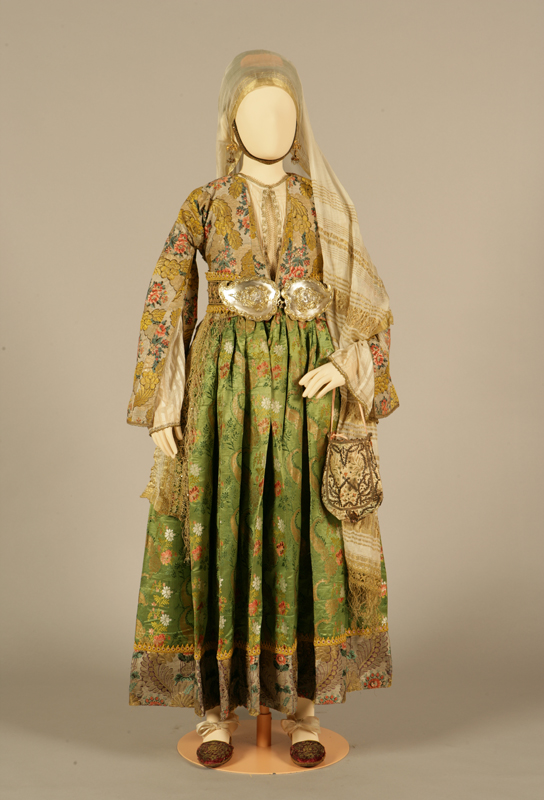
Vestido de casamento do séc. XVlll, proveniente de Kymi, Grécia (Coleção de PFF, Nauplio).
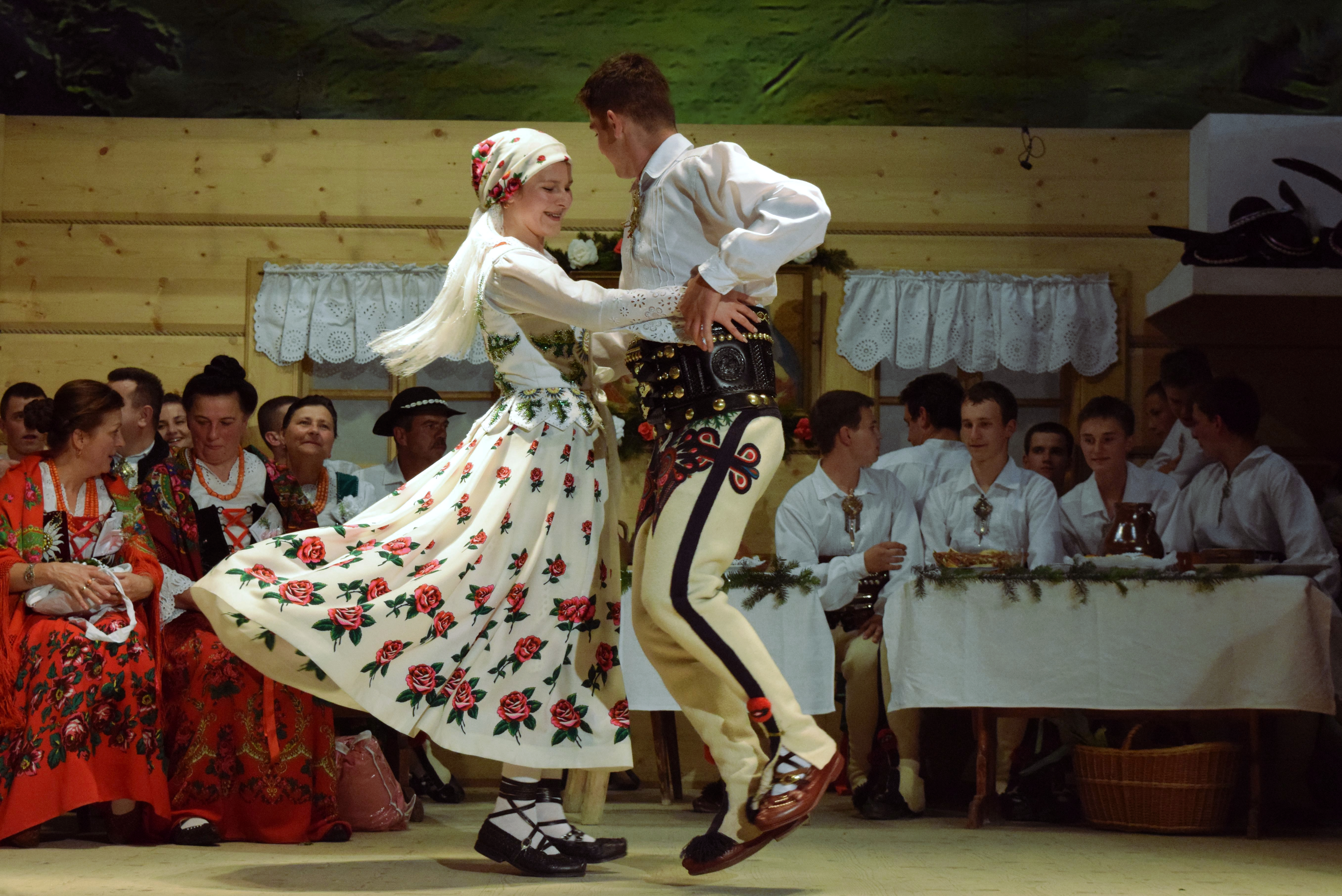
Noiva polonesa da região de Podhale, nas Montanhas Tatra.
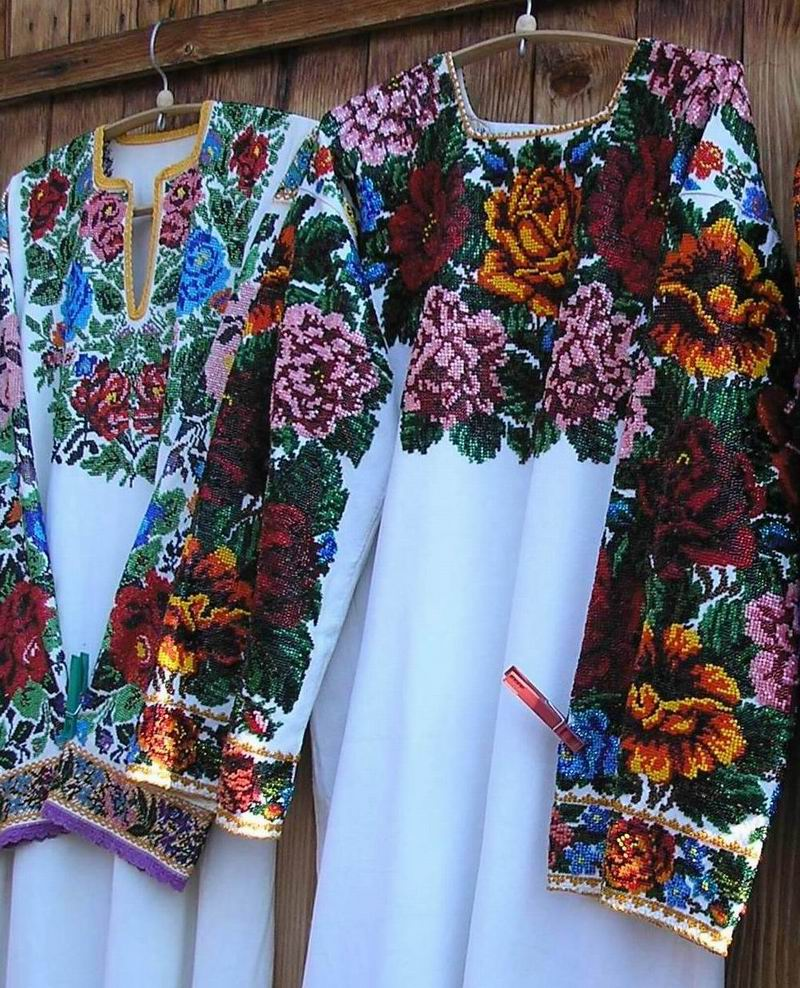
Vestido de casamento ucraniano usado pelo povo Hutsul.
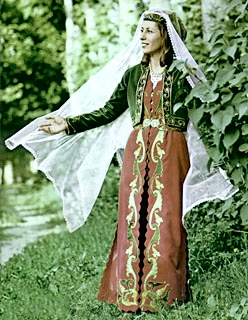
Vestido de noiva armênio.
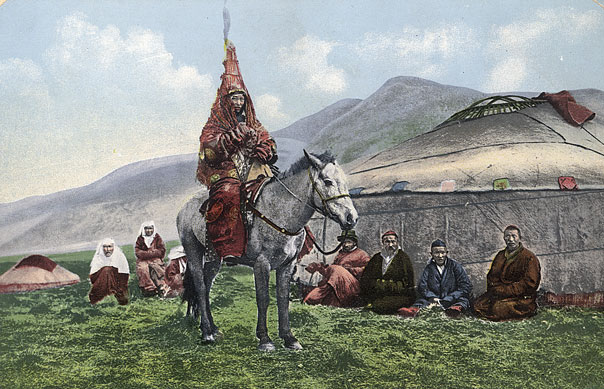
Traje tradicional de noiva no Cazaquistão.
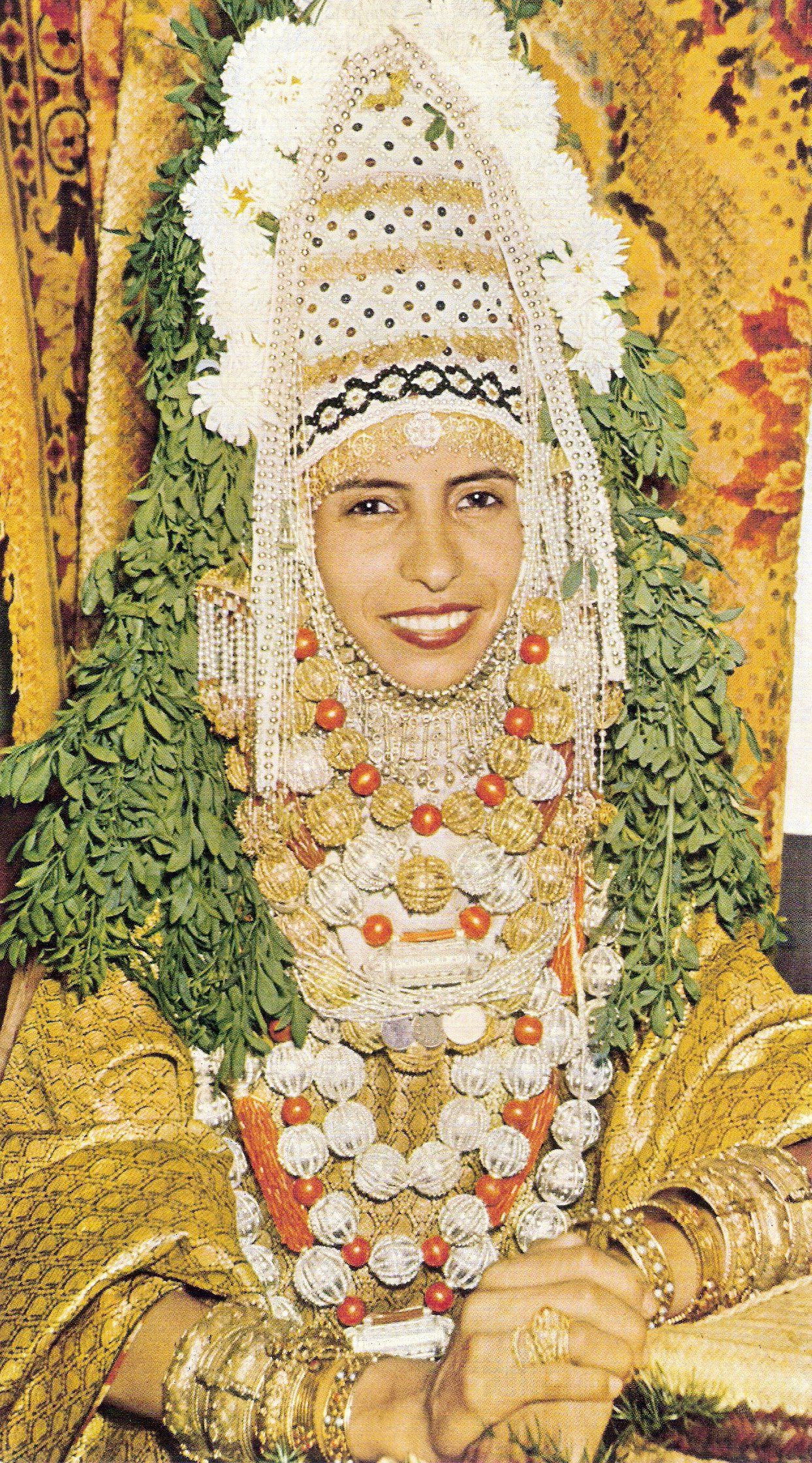
Noiva judia yemenita em Israel, 1950's
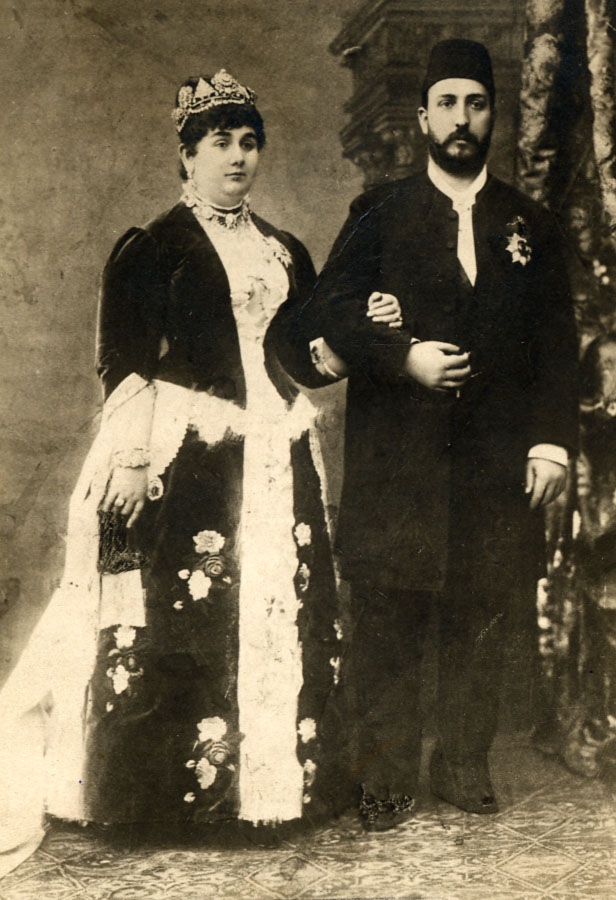
Casamento de Teufique Paxá e Emine Ibrahim no Cairo, Egito (janeiro de 1873).
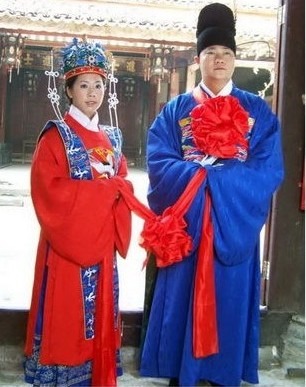
Casal chinês usando o tradicional "hanfu" de casamento.
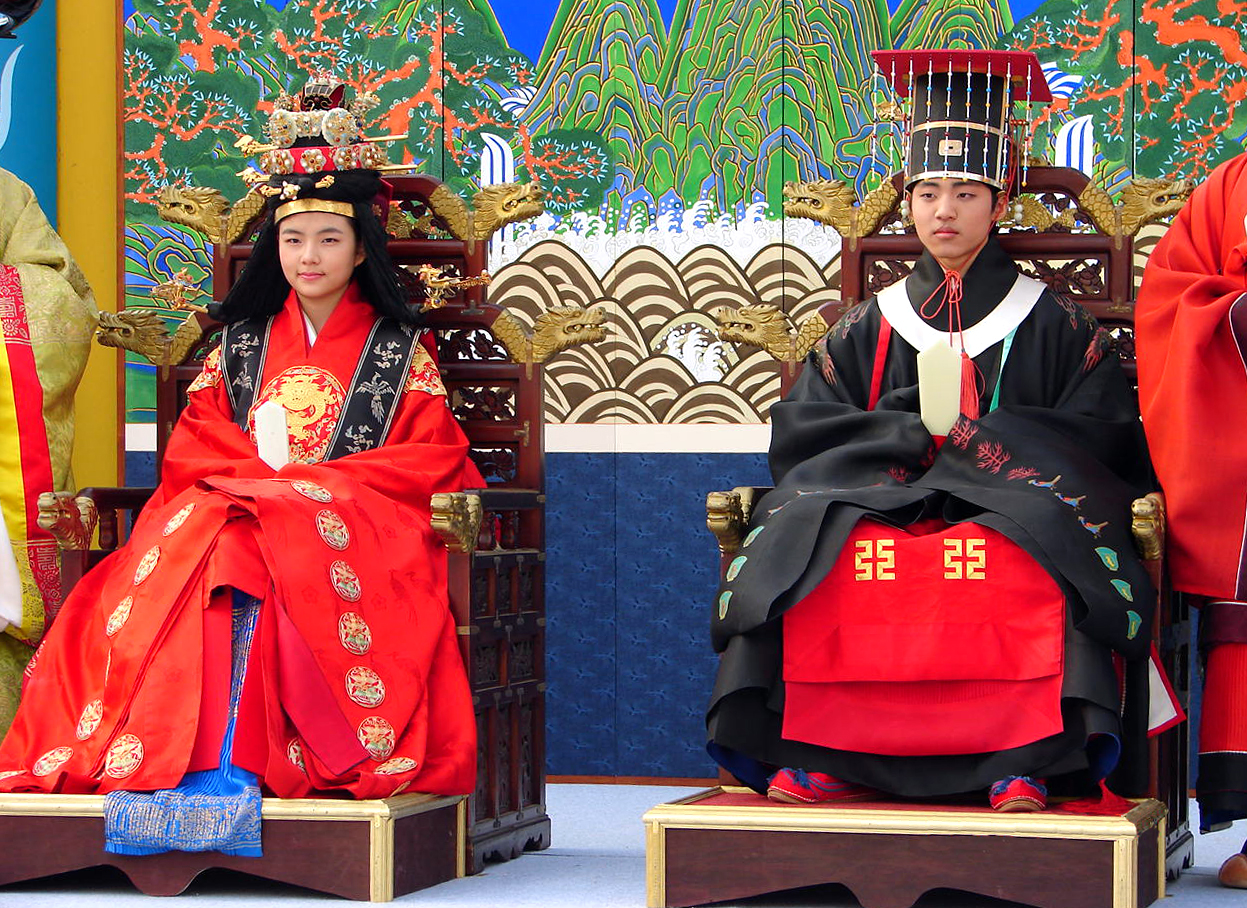
Reencenação da cerimônia de casamento do Rei Gojong da Coreia e da Rainha Myeongseong da Coreia, em  Seul.
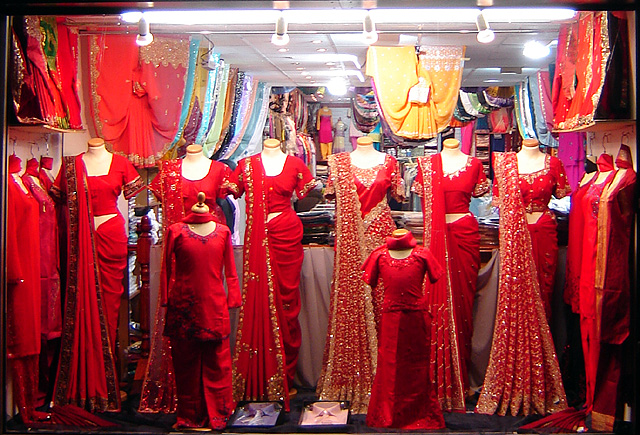
Vitrine de loja de vestidos de noiva e festa de tradições asiáticas, em Londres.
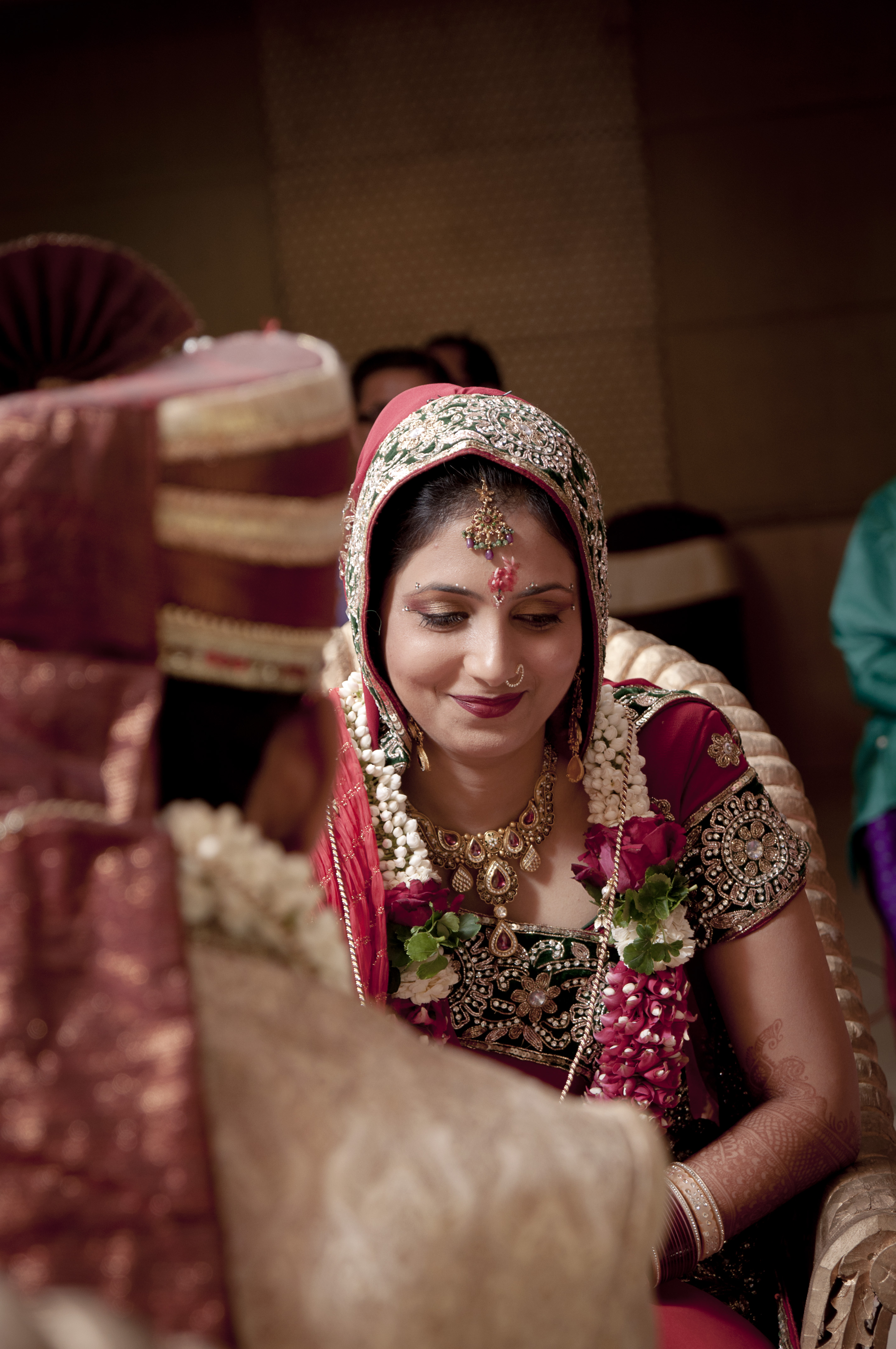
Noiva indiana hindu usando um Sári vermelho.
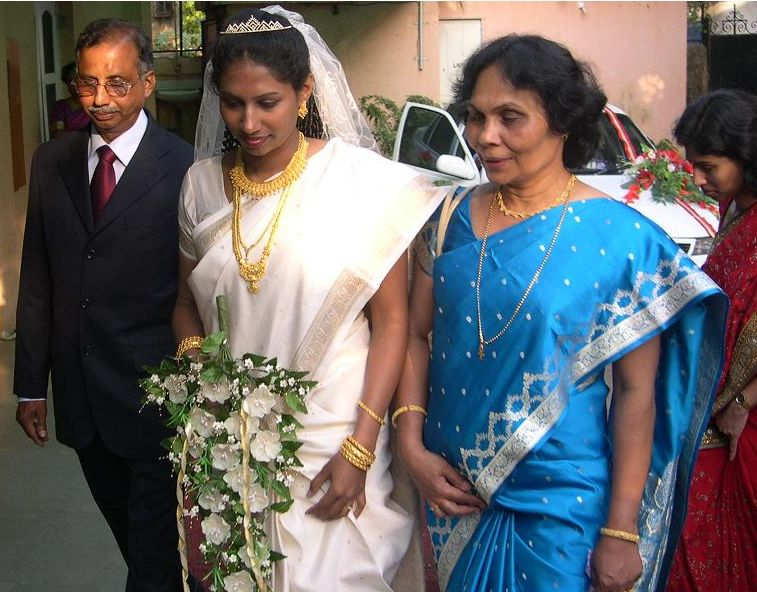
Noiva indiana cristã usando um Sári branco.
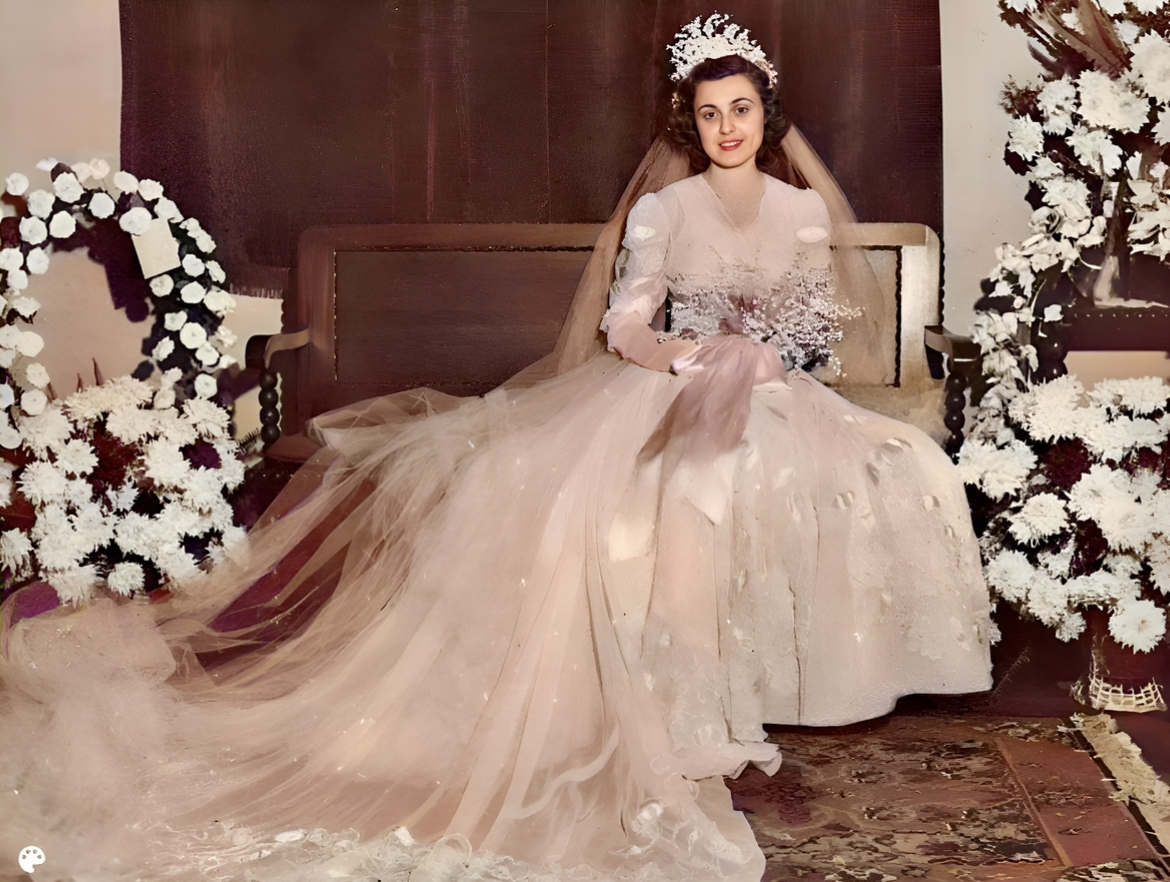
A primeira dama, Laura Dornelles Gonçalves, glamour e moda no período pós-guerra, com vestido fechado, e volumoso véu, típico da época.
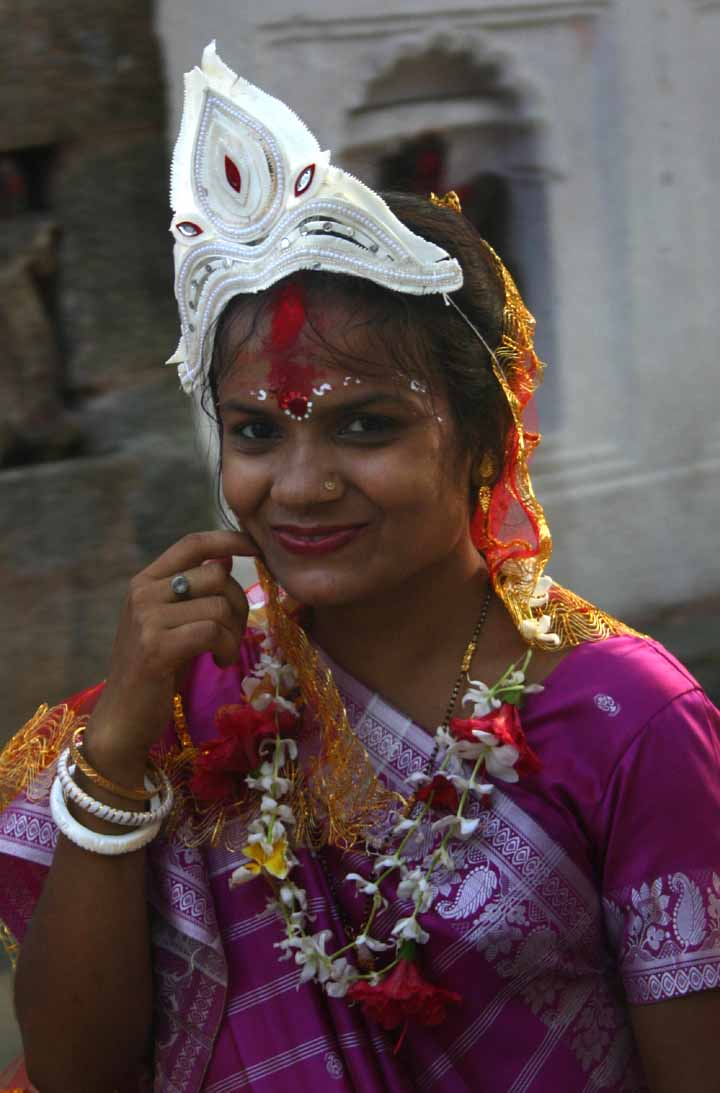
Noiva bengali, em Assam.
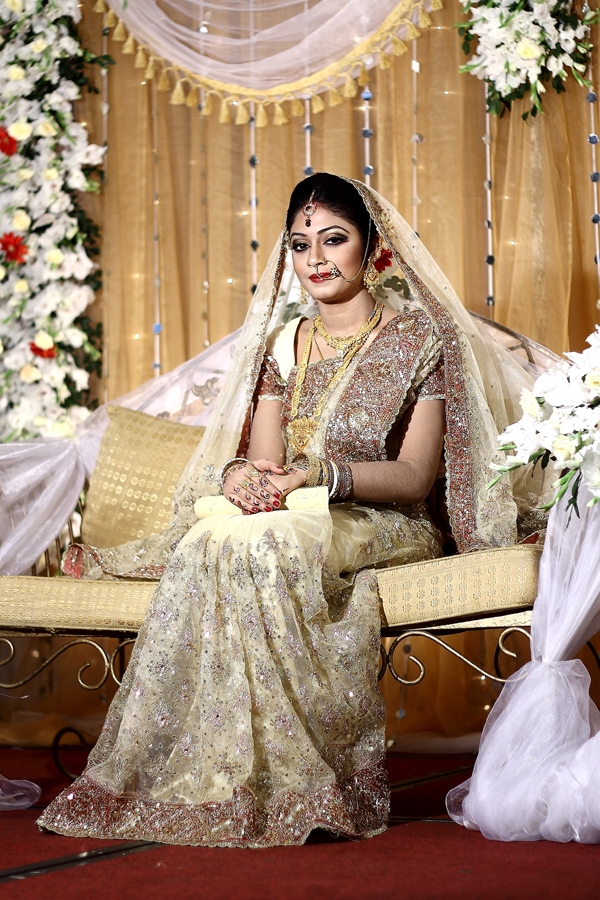
Noiva em Bangladesh usando um Sári formal de casamento.
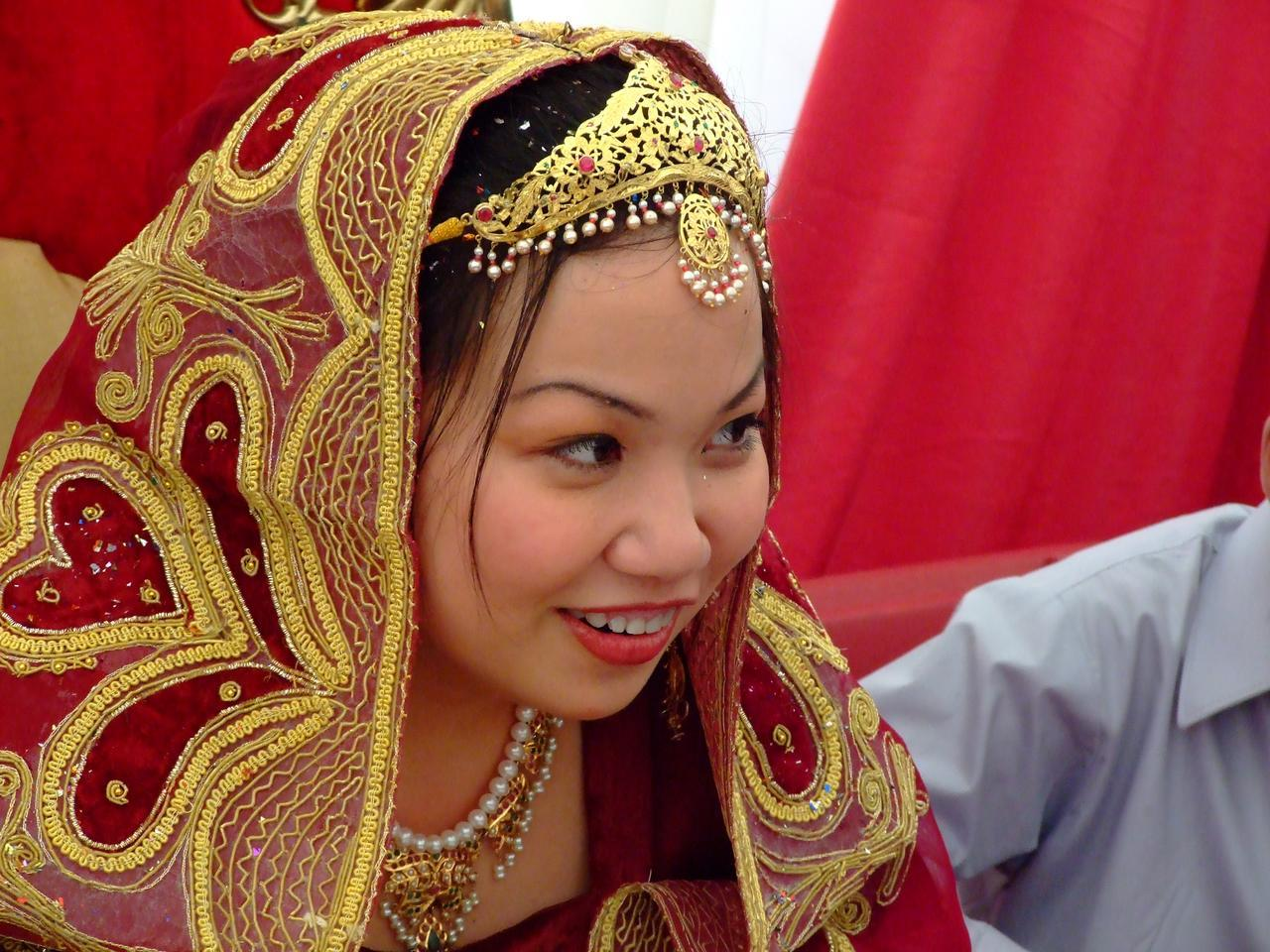
Noiva durante cerimônia muçulmana usando, na cabeça, jóias e véu vermelho, adorno típico do sul da Ásia.
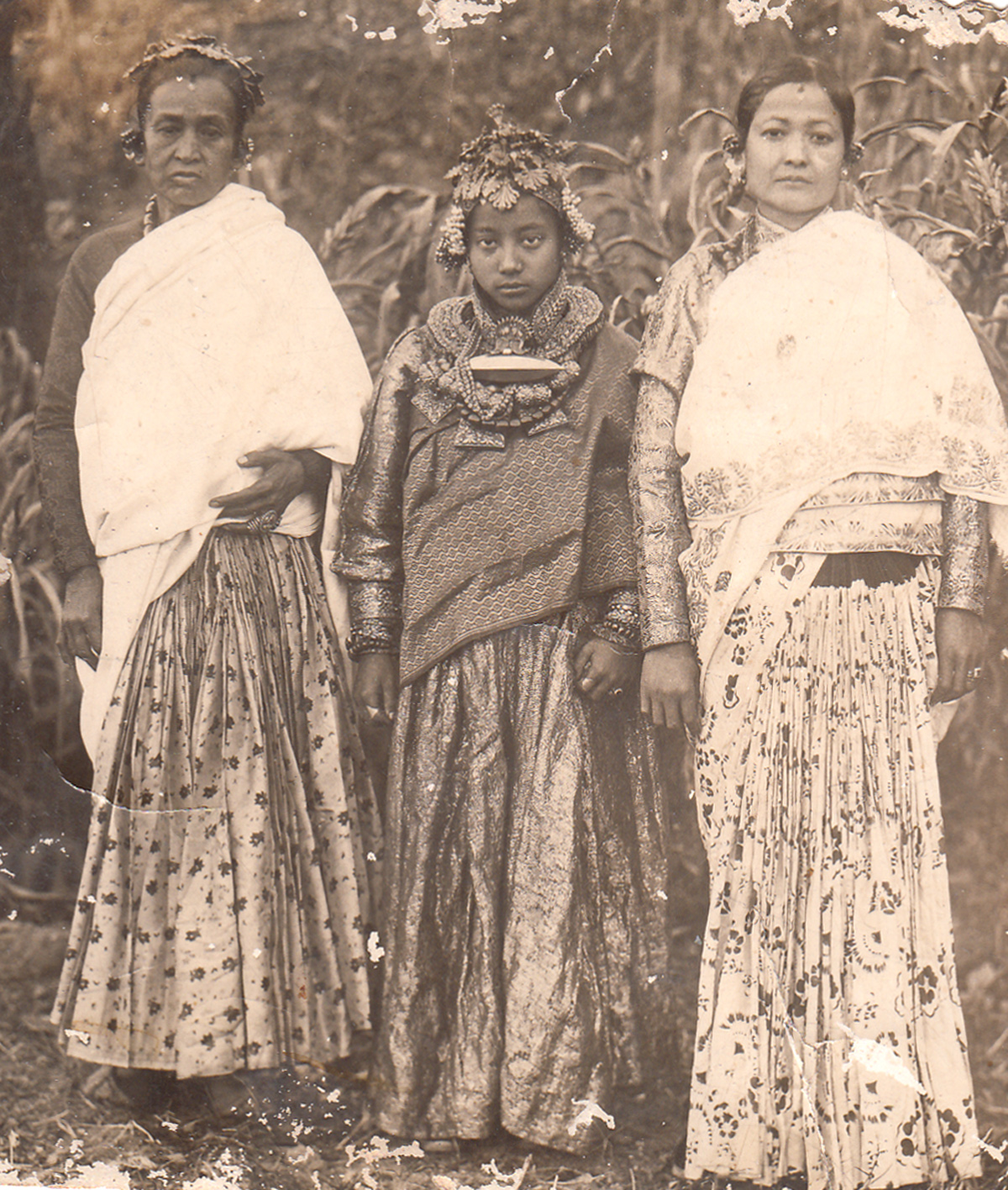
Noiva nepalesa em Katmandu (1941).
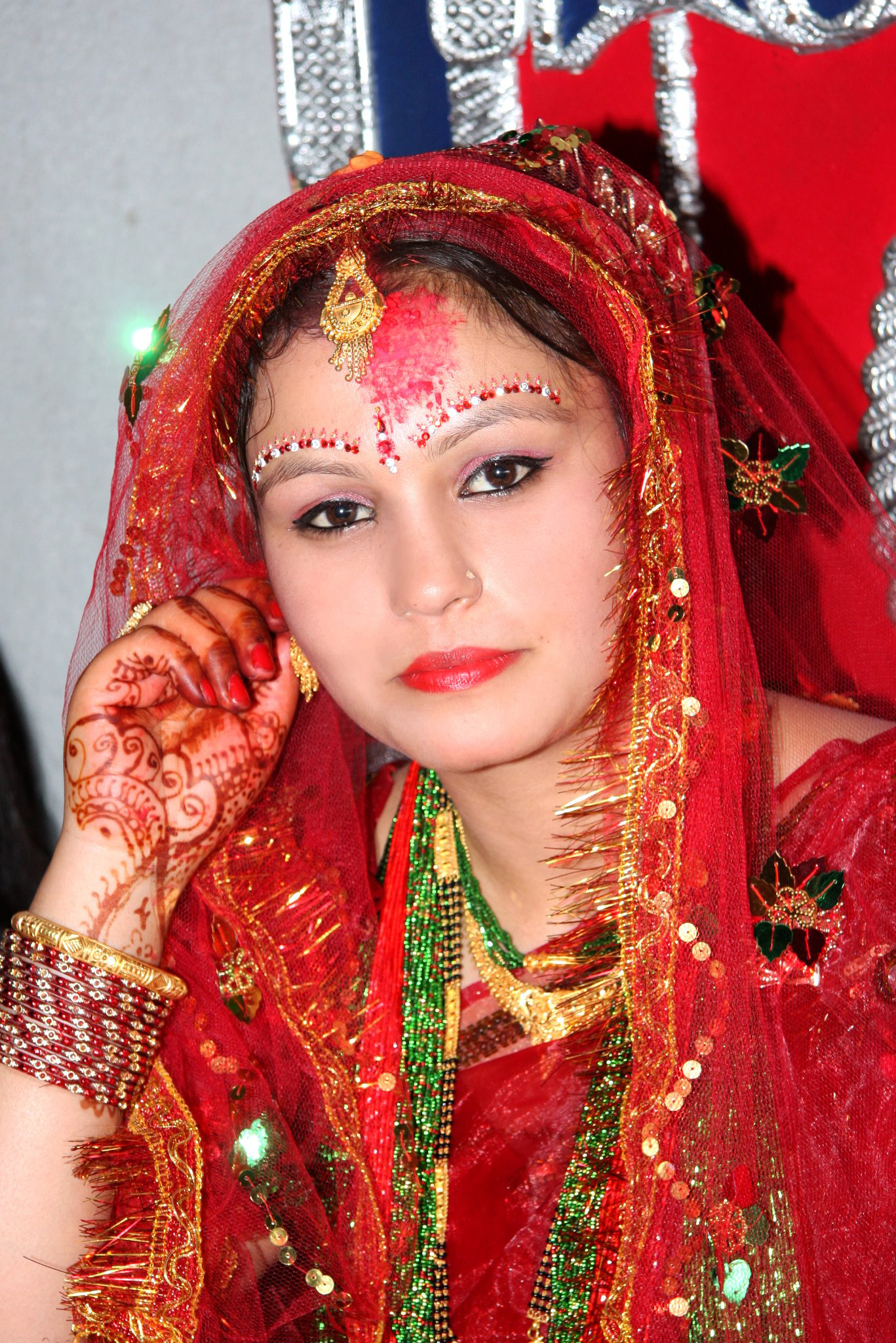
Noiva nepalesa em seu vestido de casamento.